# Hochschule Trier

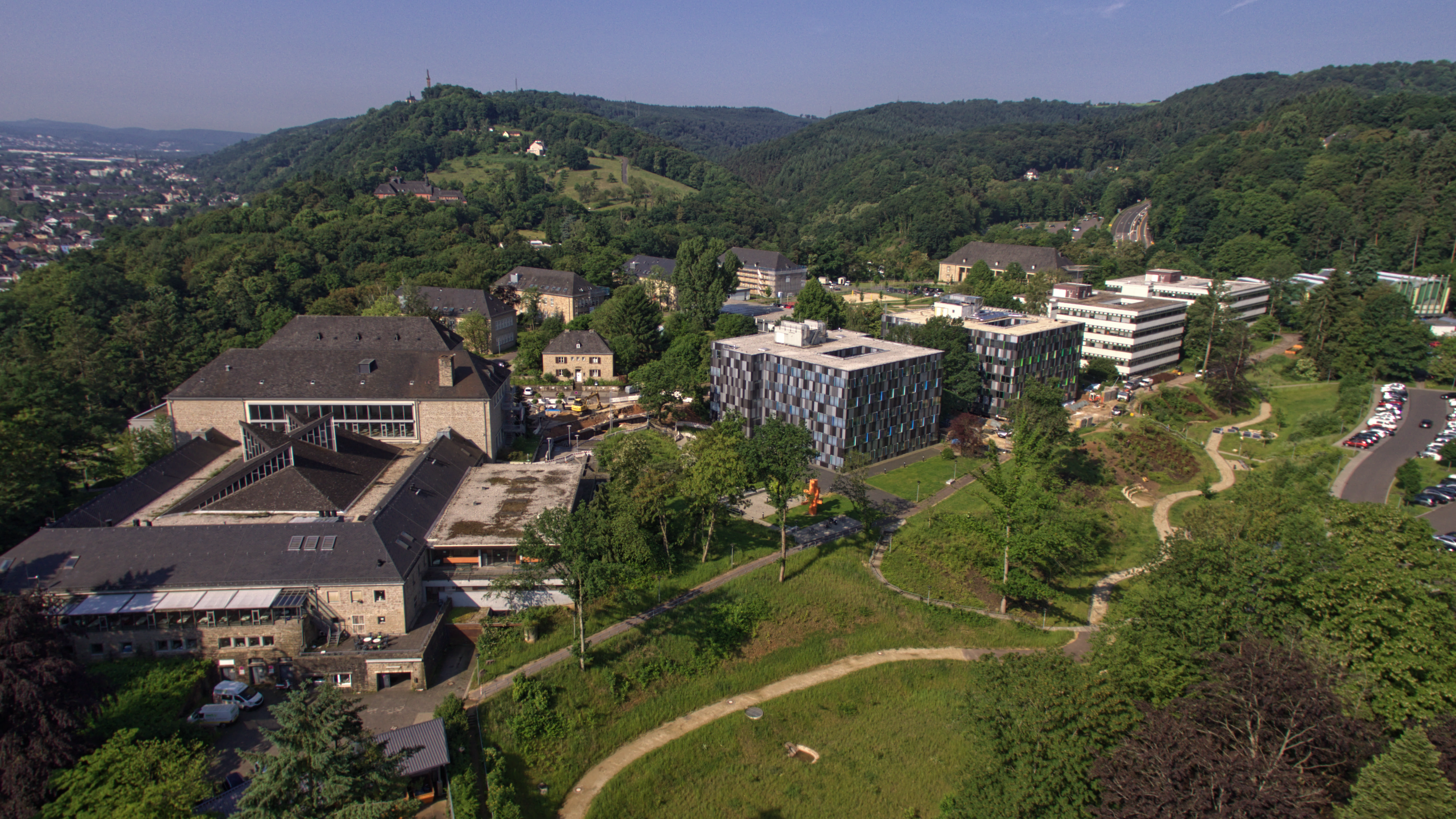
Hauptcampus Schneidershof von Nordosten

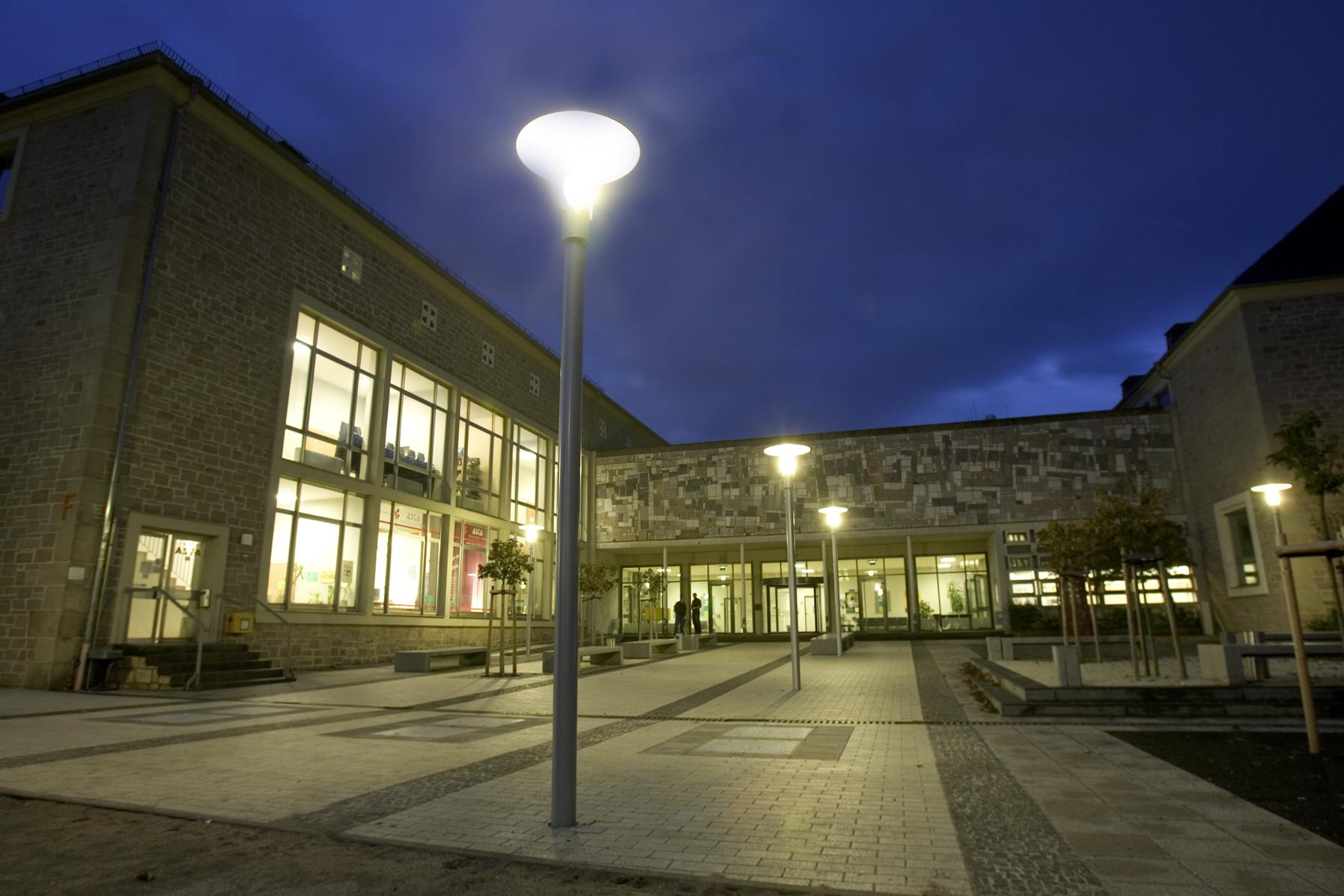
Haupteingang Hauptcampus

Die Hochschule Trier (offizieller Name Hochschule Trier – Trier University of Applied Sciences) ist mit ca. 6000 Studenten, rund 170 Professoren und rund 700 wissenschaftlich und nicht-wissenschaftlichen Mitarbeitern eine der größten Fachhochschulen in Rheinland-Pfalz. Sie verteilt sich auf mehrere Standorte in Trier (Hauptcampus Schneidershof, Campus Gestaltung am Irminenfreihof und Paulusplatz), Birkenfeld (Umwelt-Campus Birkenfeld) und Idar-Oberstein (Edelstein und Schmuck). Sie ist Mitglied in der European University Association (EUA) und in der Wissenschaftsallianz Trier.

## Eine Hochschule, drei Campus

### Hauptcampus Schneidershof
Der größte Campus der Hochschule Trier, der Hauptcampus Schneidershof, liegt wenige Gehminuten von der Trierer Innenstadt entfernt. Der Hauptcampus liegt außerdem direkt am Moselsteig-Wanderweg.
Die Fachbereiche Bauen + Leben, Informatik, Technik und Wirtschaft sowie Gestaltung mit der Fachrichtung Architektur sind am Hauptcampus angesiedelt und bieten 24 Bachelor-, 14 Master- und 9 duale Studiengänge an.
Das Studierendenwerk Trier unterhält fünf Wohnanlagen mit insgesamt 1.617 Zimmern. Die Wohnanlage Martinskloster liegt in der Nähe der Hochschule Trier und ist fußläufig erreichbar. Ein Sportplatz in der Mitte des Campusgeländes sowie eine Mensa stehen den Studierenden und Mitarbeitern zur Verfügung. Direkt neben dem Campus befindet sich das Naherholungsgebiet Weißhauswald mit der Villa Weißhaus, einem Hochseilgarten und einem Wildgehege.

### Umwelt-Campus Birkenfeld
Der Umwelt-Campus Birkenfeld (UCB) liegt etwa fünf Kilometer südlich der Stadt Birkenfeld im oberen Nahetal, im Ortsteil Neubrücke der Gemeinde Hoppstädten-Weiersbach. Der Campus befindet sich außerdem nur wenige Kilometer vom Nationalpark Hunsrück-Hochwald entfernt. Mit seinem Null-Emissions-Konzept wurde der Campus zum „Deutschlands nachhaltigster Hochschulstandort“ ausgezeichnet und belegt im weltweiten Vergleich von 1.050 Hochschulen aus 85 Ländern, die am renommierten UI GreenMetric-Ranking teilnehmen, einen sechsten Platz.
Der Campus verfügt neben einem ökologischen Baukonzept über eine CO2-neutrale Energie- und Wärmeversorgung sowie eine moderne Gebäude- und Anlagentechnik. Er wurde 1996 gegründet und ist ein ehemaliges Reservelazarett der amerikanischen Streitkräfte.
Am Umwelt-Campus befassen sich alle Studiengänge mit dem Thema Umwelt, und zwar aus technischer, wirtschaftlicher, rechtlicher oder sozialer Sicht. In zwei Fachbereichen, Umweltplanung/Umwelttechnik und Umweltwirtschaft/Umweltrecht, werden 16 Bachelor- und 14 Masterstudiengänge sowie 8 duale Studiengänge angeboten.
Über 600 Wohnheimplätze direkt auf dem Gelände des Umwelt-Campus Birkenfeld stehen den Studierenden zur Verfügung, ebenso wie verschiedene Sportplätze und eine Mensa.

### Campus Gestaltung
Der Campus Gestaltung umfasst zwei Standorte: Die im Herzen Triers liegenden Gebäude Irminenfreihof und Paulusplatz, in denen die Fachrichtungen Architektur, Intermedia Design, Innenarchitektur, Modedesign und Kommunikationsdesign studiert werden sowie den Standort der Fachrichtung Edelstein und Schmuck in der bekannten Edelsteinstadt Idar-Oberstein.
In der Trierer Innenstadt ist der Campus Gestaltung in zwei alten Gebäuden untergebracht: dem Gebäude des ehemaligen Dominikanerklosters St. Katharina am Irminenfreihof, das im 18. Jahrhundert erbaut wurde, und dem Gebäude der ehemaligen Handwerker- und Kunstgewerbeschule am Paulusplatz, das 1912 fertiggestellt wurde.
Der Campus Gestaltung bietet insgesamt 6 Bachelor- und 6 Masterstudiengänge an – einen Bachelor- und einen Masterstudiengang pro Fachrichtung.

## Lehr- und Forschungsprofil
Laut der Drittmittelstatistik der Hochschule Trier haben Professoren und Mitarbeiter der Hochschule Trier im Jahr 2022 rund 16,7 Millionen Euro an Drittmitteln eingeworben. Damit ist die Hochschule Trier die drittmittelstärkste Hochschule für Angewandte Wissenschaften in Rheinland-Pfalz.
Rund 170 Professorinnen und Professoren forschen und lehren an der Hochschule Trier in drei Forschungsschwerpunkten: Nachhaltigkeit, Digitalisierung und Gesundheit. 

### Promotion
Die Hochschule Trier zählte im Jahr 2022 rund 80 Doktoranden.
Eine Promotion ist im Rahmen einer Kooperation mit einer Universität oder einer anderen promotionsberechtigten Institution im In- und Ausland in allen sieben Fachbereichen möglich. Die Promovierenden sind entweder in vom Land Rheinland-Pfalz geförderten Forschungskollegs eingebunden oder promovieren kooperativ über Drittmittelprojekte, als wissenschaftliche Mitarbeiter der Hochschule Trier, mithilfe von Stipendien oder als externe Promovierende.

### Profilthemen

#### Nachhaltigkeit
Den Forschungsschwerpunkt Angewandtes Stoffstrommanagement bildet im Wesentlichen das Institut für Angewandtes Stoffstrommanagement (IfaS). Im deutschlandweiten Vergleich gehört das IfaS zu den drittmittelstärksten In-Instituten an Fachhochschulen. Es ist am Umwelt-Campus in Birkenfeld angesiedelt, wo sich derzeit über 50 Mitarbeiter des Instituts mit dem intelligenten und ressourceneffizienten Management von Stoff- und Energieströmen beschäftigen.

#### Digitalisierung
Die im Schwerpunkt Intelligente Technologien für Nachhaltige Entwicklung tätigen Forschenden entwickeln – oftmals in interdisziplinären Verbünden – ressourceneffiziente Technologien und Verfahren für die Gesellschaft und die Industrie der Zukunft. Der Schwerpunkt ist in vier Arbeitsfelder gegliedert:
- Informationssysteme für eine nachhaltige Entwicklung (ISNE)
- energieeffiziente Systeme (EES)
- umweltgerechte Produktionsverfahren (UVP) und
- Konzepte für die Mobilität der Zukunft (MOZ).

Zurzeit beschäftigen sich in diesem Schwerpunkt 15 Professoren am Hauptcampus und am Umwelt-Campus Birkenfeld mit der Erforschung und der Entwicklung von intelligenten Technologien in diesen vier Arbeitsfeldern.

#### Gesundheit
Den dritten Forschungsschwerpunkt Life Sciences repräsentieren Forschende, die an innovativen Lösungen für
- die Medizintechnik
- die Pharmatechnologie und
- die Biotechnologie

arbeiten. Ihre Arbeit kennzeichnet meist ein hoher Grad an Interdisziplinarität. Durch die stete Integration modernster Technologien entstehen in diesem Schwerpunkt neue interdisziplinäre Forschungs- und Entwicklungsfelder.

## Fachbereiche
Die Hochschule Trier ist organisatorisch in sieben Fachbereiche unterteilt. Die Fachbereiche Bauen + Leben, Informatik, Technik und Wirtschaft befinden sich am Hauptcampus in Trier. Zwei weitere Fachbereiche sind am Umwelt-Campus Birkenfeld angesiedelt: Umweltwirtschaft/Umweltrecht und Umweltplanung/Umwelttechnik. Der Fachbereich Gestaltung ist sowohl in Trier als auch in Idar-Oberstein vertreten. Im Einzelnen sind dies die Fachbereiche:

### Fachbereich Bauingenieurwesen, Lebensmitteltechnik, Versorgungstechnik (Bauen + Leben)

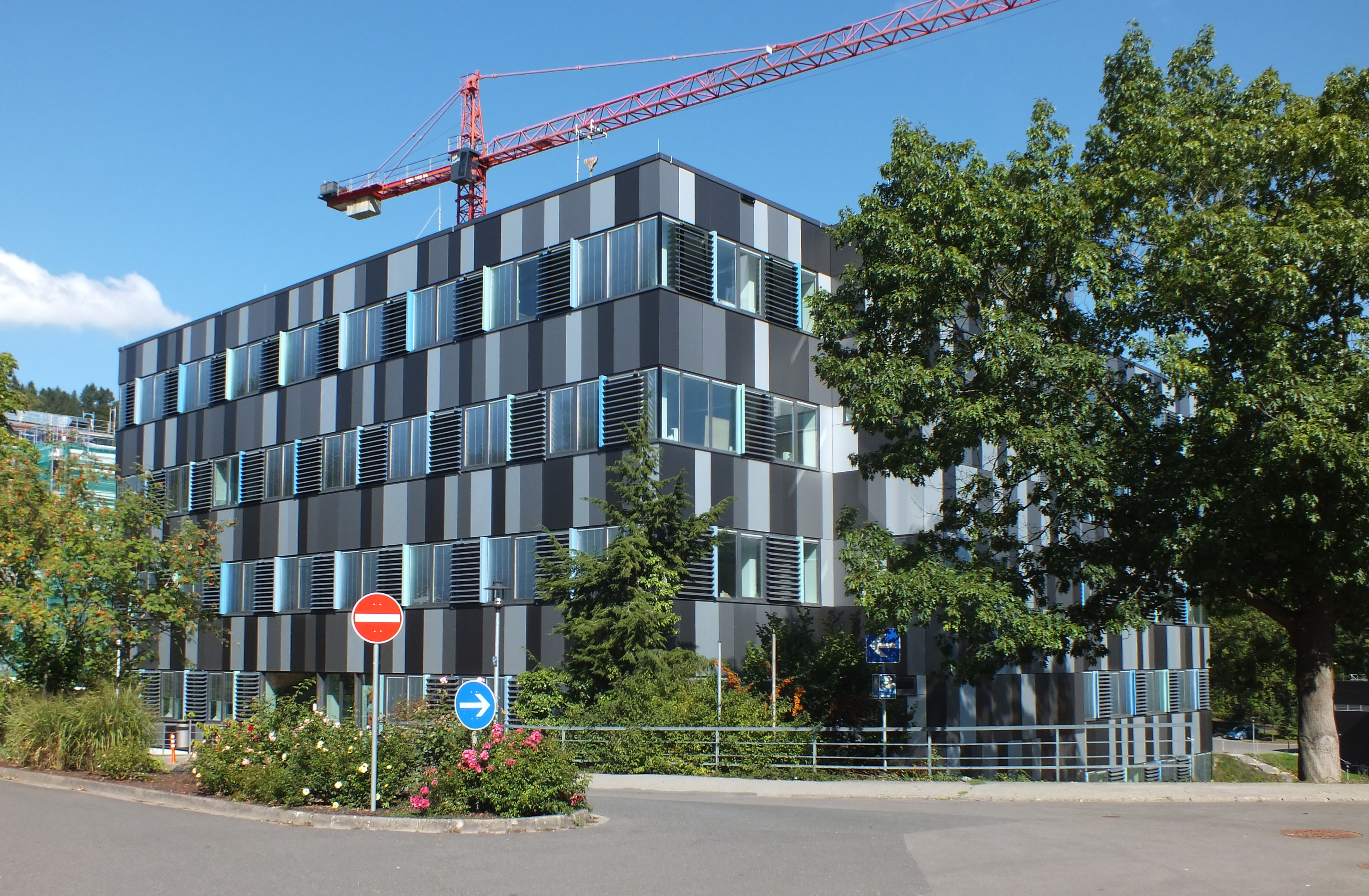
Gebäude D – Fachbereich BLV

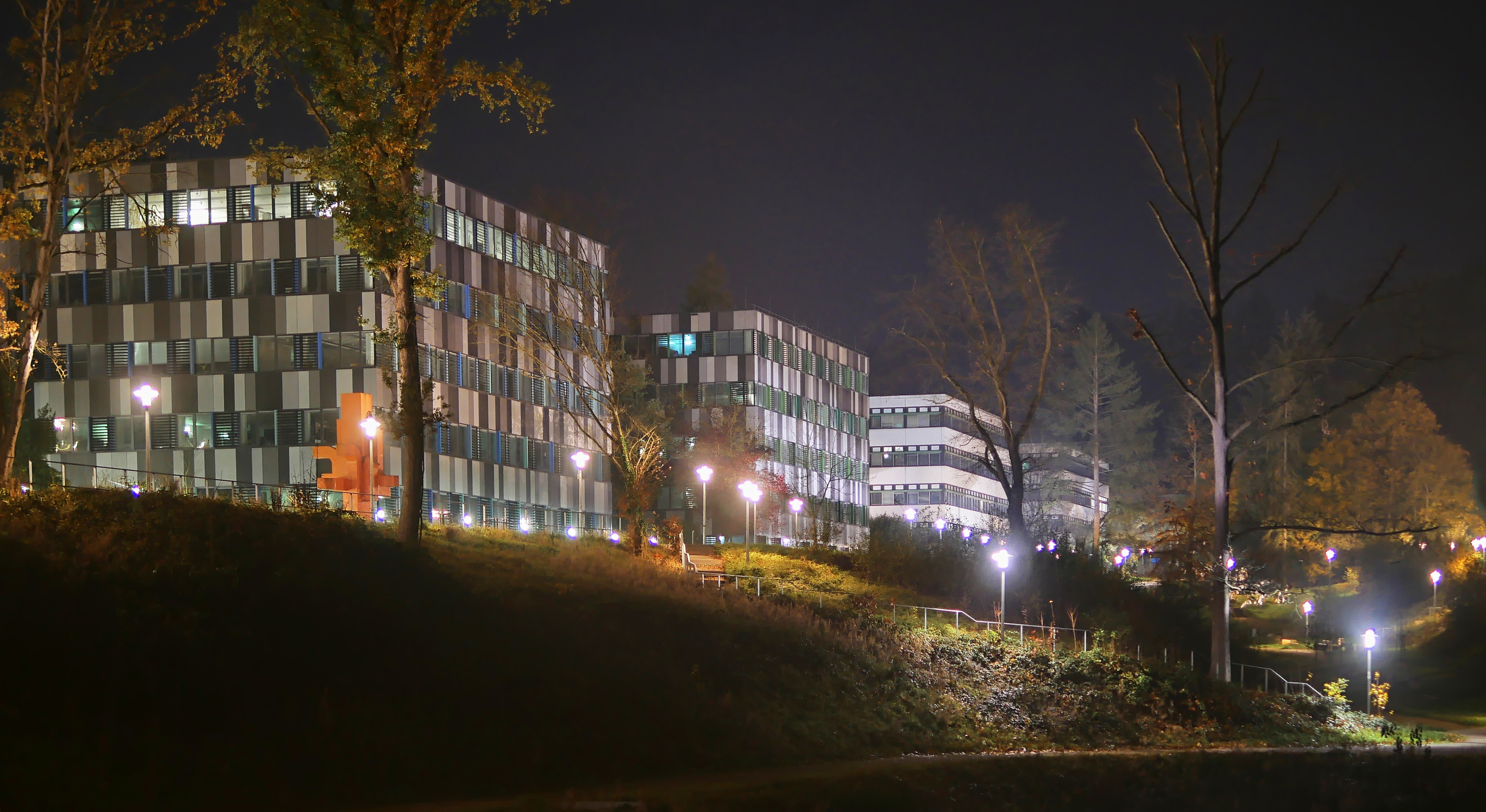
Links die 2017 bereits renovierten Gebäude D und C, rechts die Gebäude B und A im Originalzustand

Der Fachbereich Bauen + Leben setzt sich aus den Fachrichtungen Bauingenieurwesen, Gebäude-, Versorgungs- und Energietechnik und Lebensmitteltechnik zusammen.
Bachelor-Studiengänge
- Bauingenieurwesen (B.Eng.)
- Bauingenieurwesen dual (B.Eng.)
- Energietechnik – Regenerative und effiziente Energiesysteme (B.Eng.)
- Lebensmitteltechnologie (B.Eng.)
- Technische Gebäudeausrüstung und Versorgungstechnik (B.Eng.)

Master-Studiengänge
- Bauingenieurwesen (M.Eng.)
- Energiemanagement (M.Eng.)
- Interdisziplinäre Ingenieurwissenschaften (M.Sc.)
- Lebensmittelwirtschaft (M.Eng.)
- Netztechnik und Netzbetrieb (M.Eng.)

### Fachbereich Gestaltung

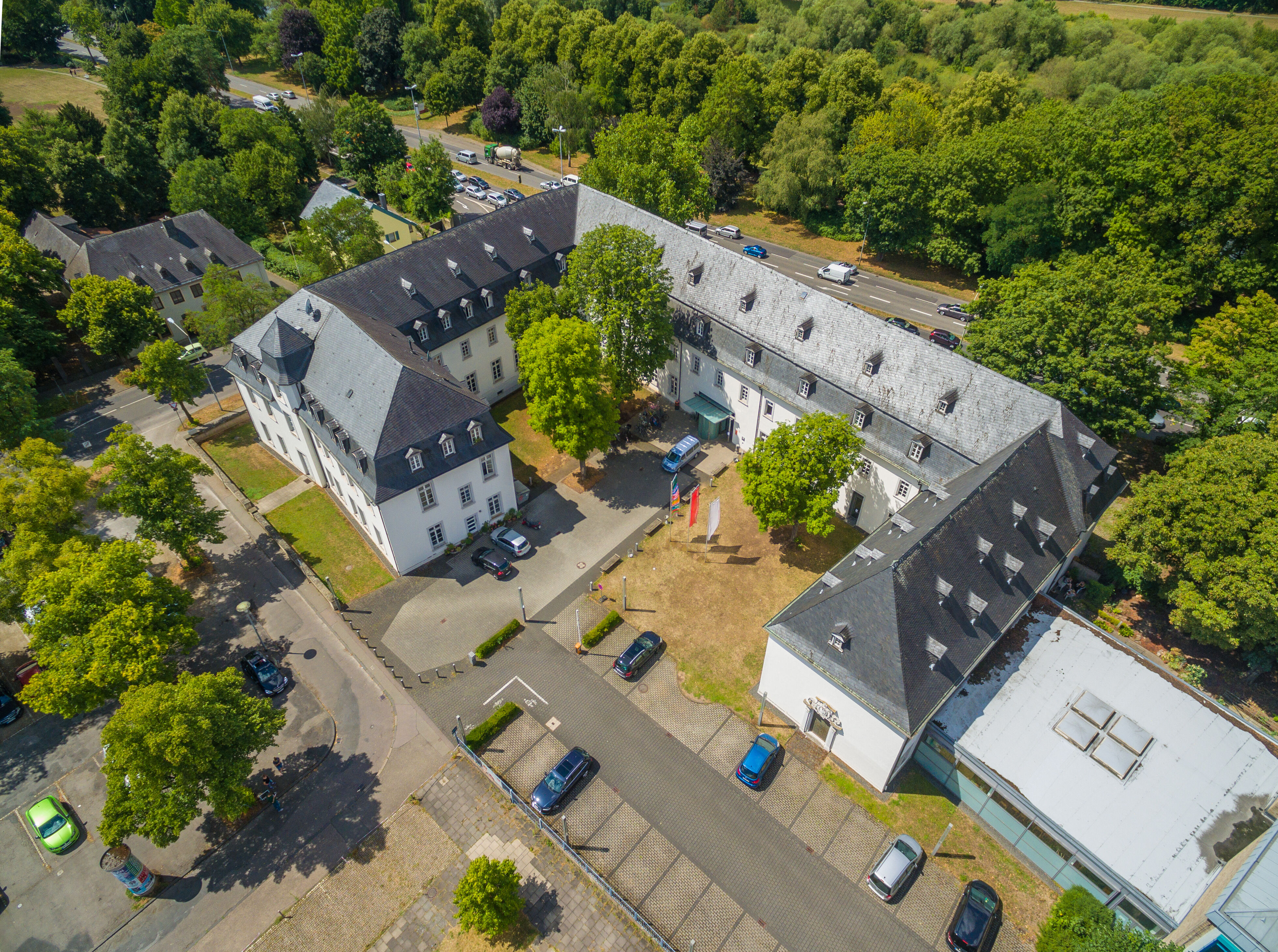
Campus Gestaltung – Irminenfreihof

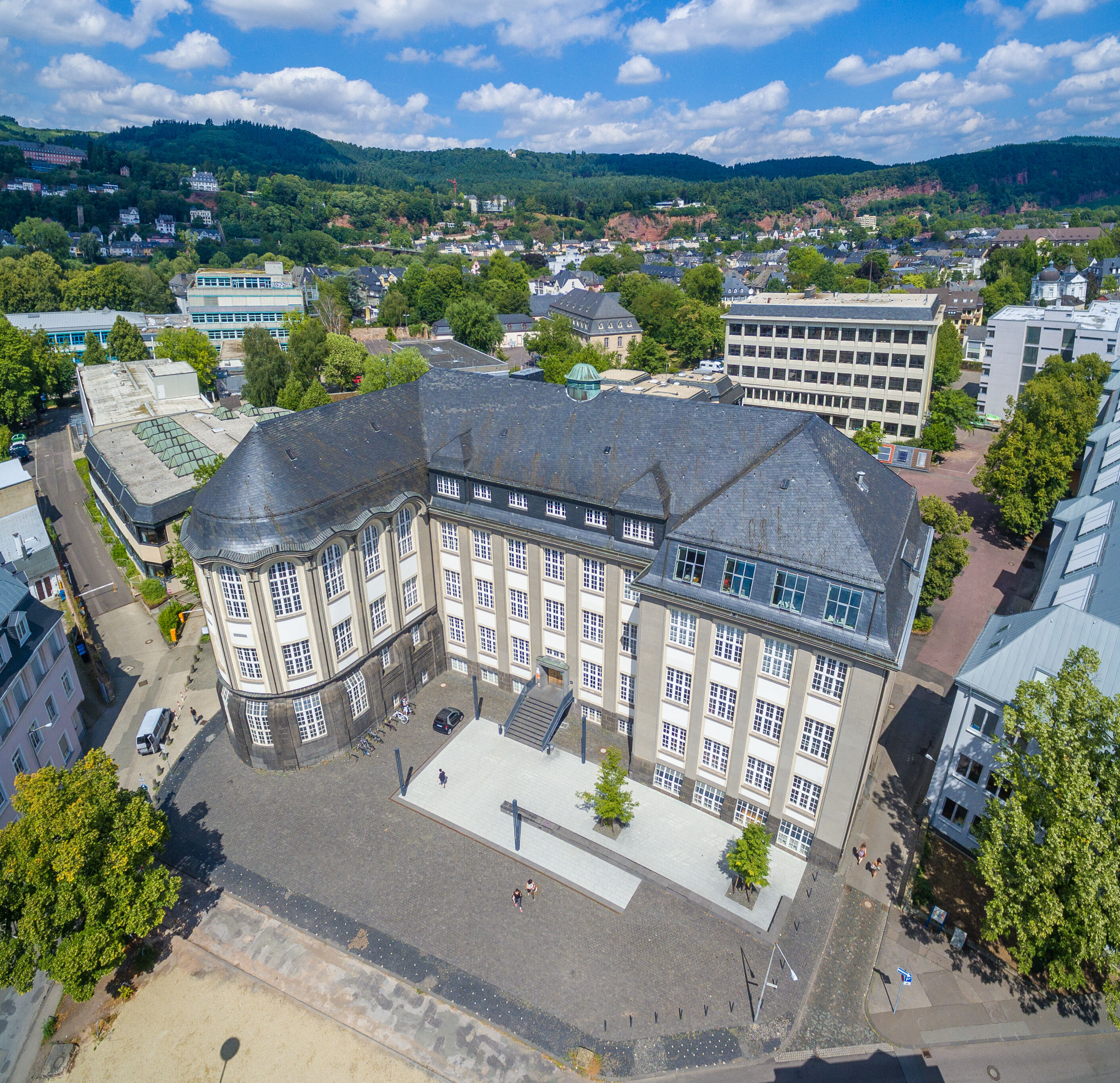
Campus Gestaltung – Paulusplatz

Der Fachbereich Gestaltung setzt sich aus den Fachrichtungen Architektur, Innenarchitektur, Intermedia Design, Modedesign, Kommunikationsdesign (am Standort Trier) und Edelstein und Schmuck (am Standort Idar-Oberstein) zusammen.
Bachelor-Studiengänge
- Architektur (B.A.)
- Edelstein und Schmuck (B.F.A.)
- Innenarchitektur (B.A.)
- Intermedia Design (B.A.)
- Kommunikationsdesign (B.A.)
- Modedesign (B.A.)

Master-Studiengänge
- Architektur (M.A.)
- Edelstein und Schmuck (M.F.A.)
- Innenarchitektur (M.A.)
- Intermedia Design (M.A.)
- Kommunikationsdesign (M.A.)
- Modedesign (M.A.)

### Fachbereich Informatik
Der Fachbereich Informatik setzt sich aus den Fachrichtungen Informatik und Therapiewissenschaften zusammen.
Bachelor-Studiengänge
- Informatik (B.Sc.)

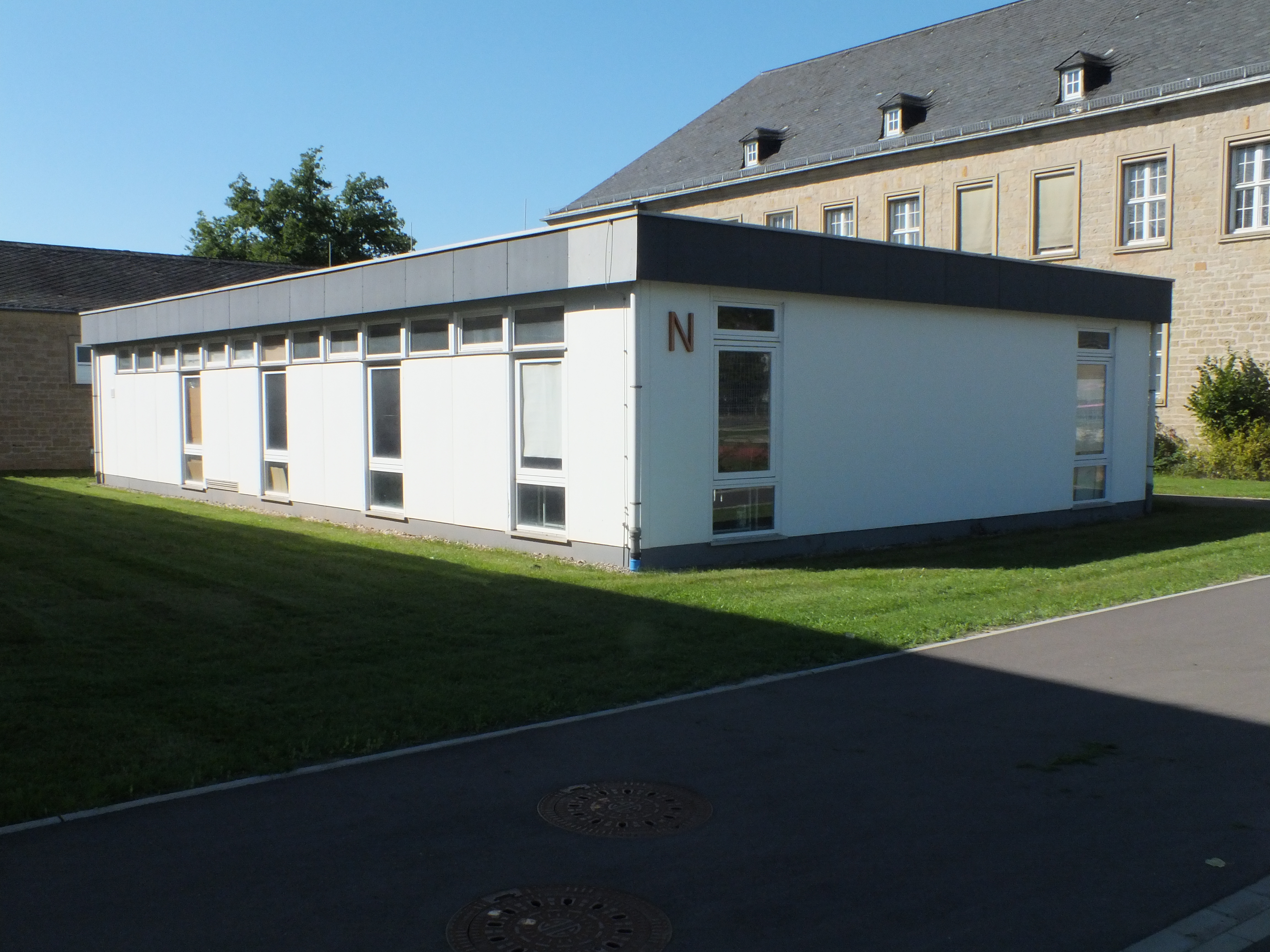
Gebäude N und O – Fachbereich Informatik

- Informatik – Digitale Medien und Spiele (B.Sc.)
- Informatik – Sichere und mobile Systeme (B.Sc.)
- Medizininformatik (B.Sc.)
- Ergotherapie (B.Sc.)
- Ergotherapie dual (B.Sc.)
- Logopädie (B.Sc.)
- Logopädie dual (B.Sc.)
- Physiotherapie – Technik und Therapie (B.Sc.)
- Physiotherapie – Technik und Therapie dual (B.Sc.)

Master-Studiengänge
- Informatik (M.Sc.)
- Künstliche Intelligenz und Data Science (M.Sc.)
- Wirtschaftsinformatik – Informationsmanagement (M.Sc.) in Zusammenarbeit mit dem Fachbereich Wirtschaft
- Informatik (Master of Computer Science (M.C.Sc.), Fernstudium)

### Fachbereich Technik

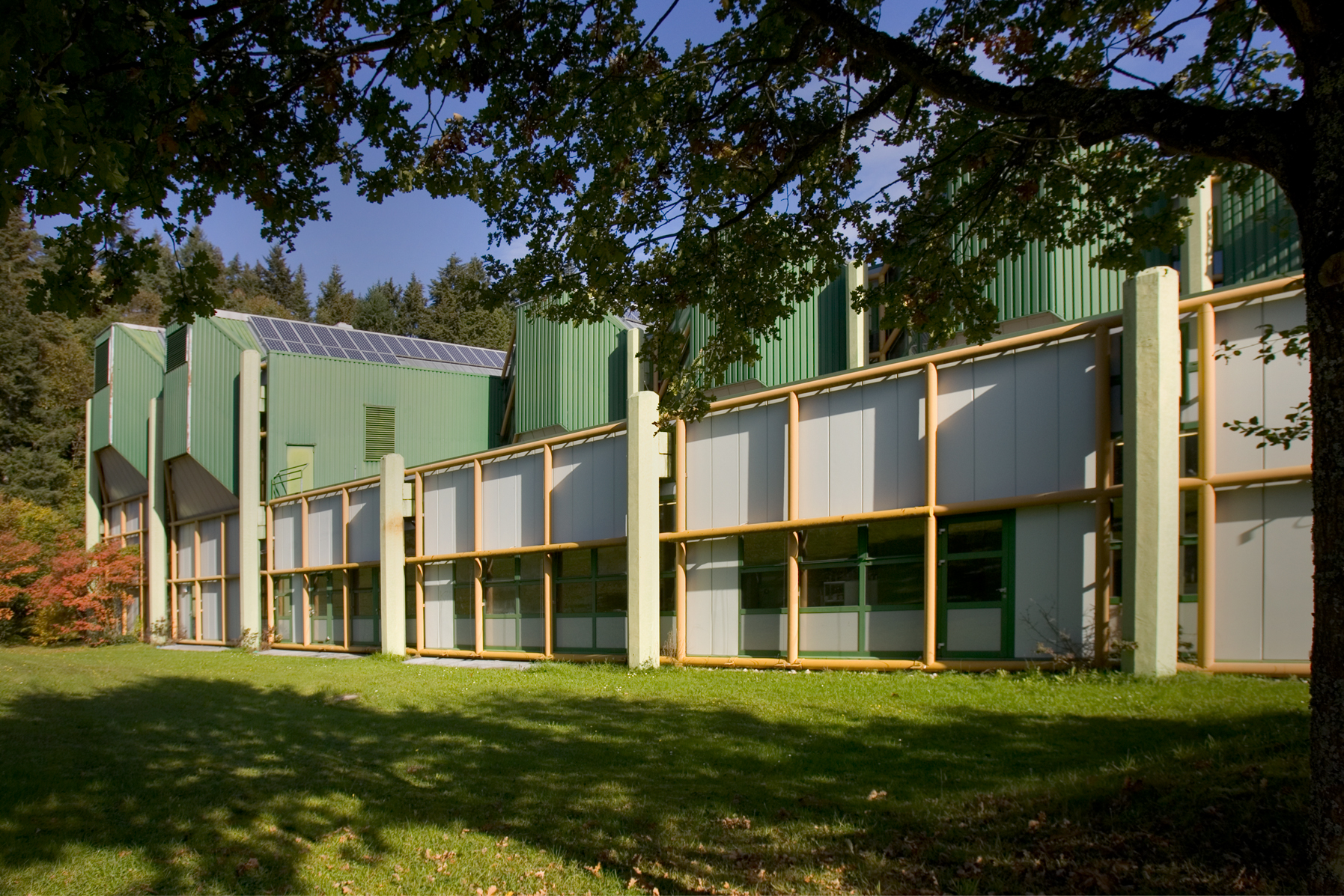
Maschinenhalle – Fachbereich Technik

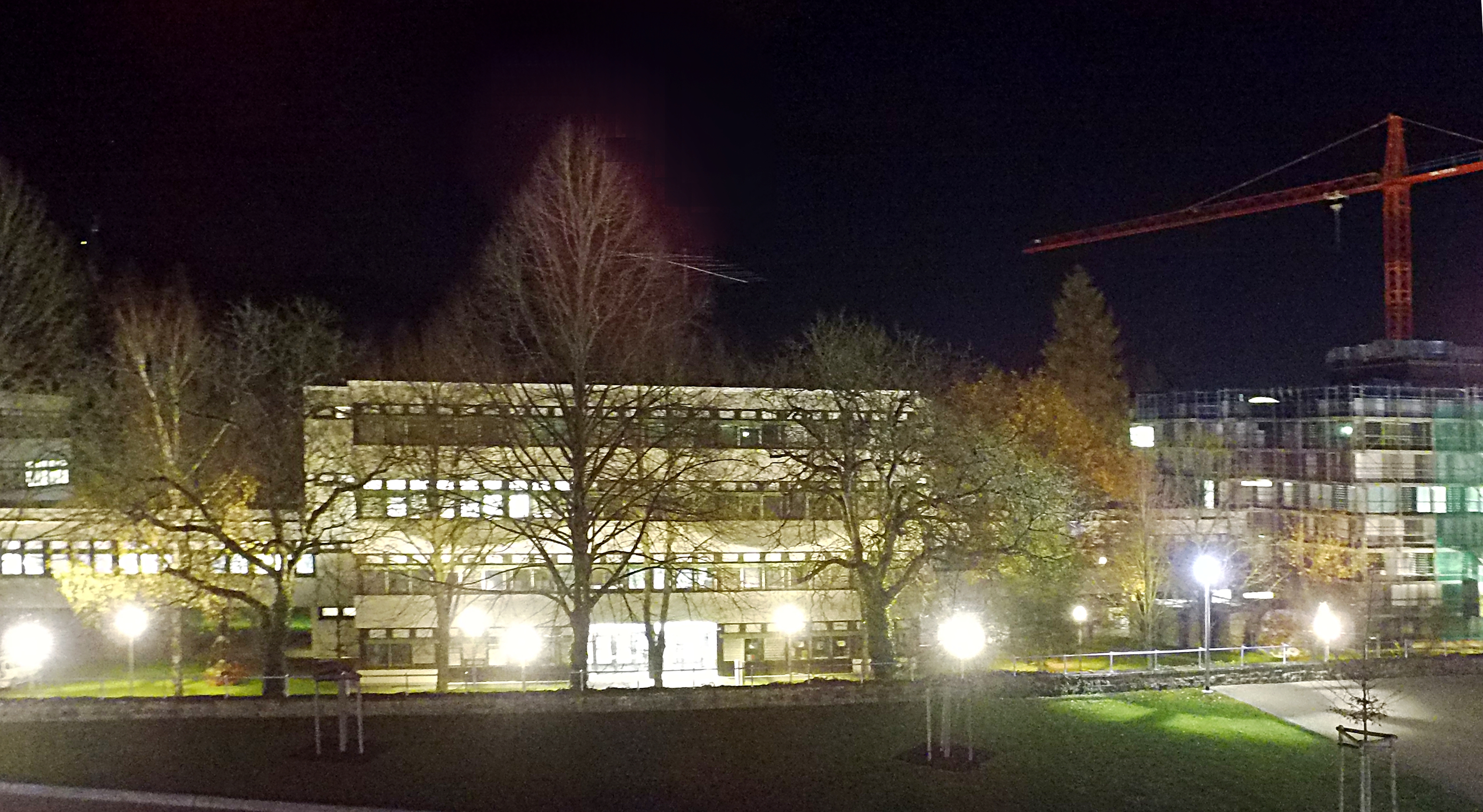
Gebäude B (Mitte) und C (rechts), Dezember 2015

Der Fachbereich Technik setzt sich aus den Fachrichtungen Maschinenbau und Elektrotechnik zusammen.
Bachelor-Studiengänge
- Elektrotechnik (B.Eng.)
- Elektrotechnik dual (B.Eng.)
- Elektromobilität (B.Eng.)
- Fahrzeugtechnik (B.Eng.)
- Internet of Things – Digitale Automation (B.Eng.)
- Maschinenbau (B.Eng.)
- Maschinenbau dual (B.Eng.)
- Medizintechnik (B.Sc.)
- Sicherheitsingenieurwesen (B.Eng.)
- Sport- & Rehatechnik (B.Eng.)
- Wirtschaftsingenieurwesen Elektrotechnik (B.Sc.) in Zusammenarbeit mit dem Fachbereich Wirtschaft
- Wirtschaftsingenieurwesen (B.Eng.)

Master-Studiengänge
- Elektrotechnik (M.Sc.) mit den Vertiefungsrichtungen: Automation und Energie, Informationstechnik und Elektronik, Medizintechnik
- Interdisziplinäre Ingenieurwissenschaften (M.Sc.)
- Maschinenbau (M.Eng.) mit den Vertiefungsrichtungen: Allg. Maschinenbau und Fahrzeugtechnik
- Wirtschaftsingenieurwesen (M.Eng.)

### Fachbereich Wirtschaft
Der Fachbereich Wirtschaft setzt sich aus den Fachrichtungen Betriebswirtschaft, International Business, Wirtschaftsinformatik und Wirtschaftspsychologie zusammen.
Bachelor-Studiengänge
- Betriebswirtschaft (B.A.)
- Betriebswirtschaft dual (B.A.)
- International Business (B.A.)
- Wirtschaftsinformatik (B.Sc.)

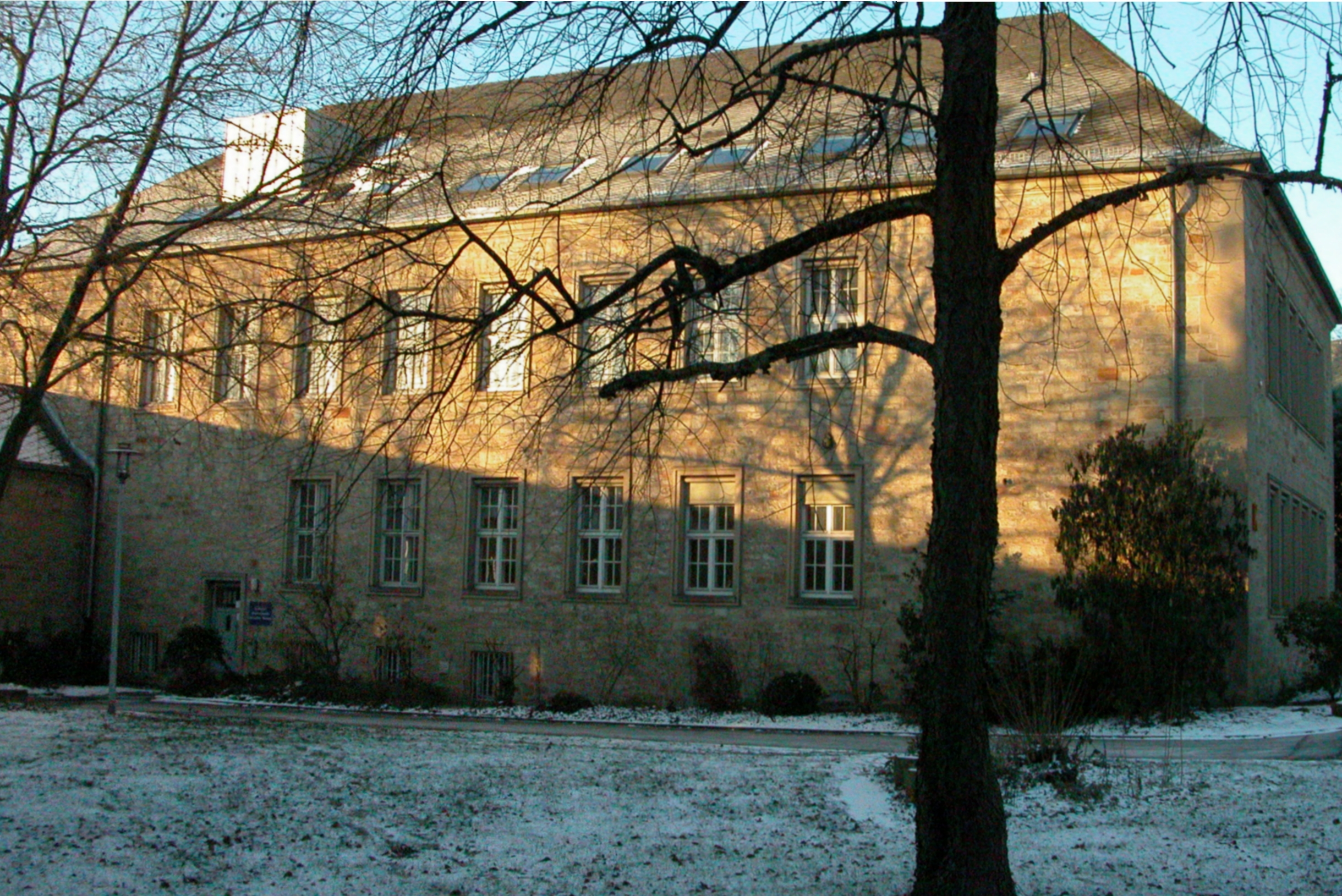
Gebäude K – Fachbereich Wirtschaft

- Wirtschaftsinformatik dual (B.Sc.)
- Wirtschaftsingenieurwesen Elektrotechnik (B.Sc.) in Zusammenarbeit mit dem Fachbereich Technik
- Wirtschaftsingenieurwesen Elektrotechnik dual (B.Sc.)
- Wirtschaftspsychologie (B.Sc.)

Master-Studiengänge
- Accounting und Audit (M.A.)
- Entrepreneurship (M.A.)
- Finance (M.A.)
- General Management (M.A.)
- Wirtschaftsinformatik (M.A.) in Zusammenarbeit mit dem Fachbereich Informatik

### Fachbereiche am Standort Birkenfeld
siehe Studiengänge am Umwelt-Campus Birkenfeld

## Aufbau und Struktur der Hochschule Trier

### Hochschulleitungen und Präsidien
- 1996–1998: Klaus Zellner
- 1998–2004: Adelheid Ehmke
- 2004–2007: Bert Hofmann
- 2007–2013: Jörg Wallmeier
- 2013–2019: Norbert Kuhn
- seit 2019: Dorit Schumann

### Professoren und weitere Hochschullehrer
Siehe Kategorie:Hochschullehrer (Hochschule Trier)

### Absolventen
- Karin Angele, Schauspielerin
- Karsten Drath, Ingenieur und Unternehmensberater, Diplom 1997
- Verena Hubertz, Politikerin und Unternehmerin
- Paul Magar, Maler

## Geschichte

### Baugewerkschule und Werkkunstschule (1830–1975)

Logo der ehemaligen Fachhochschule Rheinland-Pfalz

Logo der Abteilung Trier der FH Rheinland-Pfalz und danach der FH Trier bis etwa 2002

Logo der Fachhochschule Trier 2003–2012

Logo der Hochschule Trier 2012–2016

Die Hochschule Trier hat zwei Vorläufereinrichtungen: die Baugewerkschule und die Werkkunstschule.
Die Baugewerkschule wurde 1830 für die Ausbildung von Architekten und Bauingenieuren gegründet, ihr ursprünglicher Standort war am Irminenfreihof. Nach dem Zweiten Weltkrieg trug sie den Namen Staatliche Ingenieurschule für Bauwesen Trier. Anfang der 1960er Jahre gab es die drei Vertiefungen Hochbau, Tiefbau und Haustechnik. Letztere war allerdings erst 1959 dazu gekommen.
Im Jahr 1884 wurde von führenden und alteingesessenen Trierer Bürger- und Handwerkerfamilien ein Kunst- und Gewerbeverein zur künstlerischen Weiterbildung der Gewerbetreibenden gegründet. Die Gewerbeschule wurde 1907 mit Unterstützung des Deutschen Werkbunds gegründet und anlässlich des 25. Stiftungsfests des Kunst- und Gewerbevereins Trier im Jahr 1909 zur Staatlichen Handwerker- und Kunstgewerbeschule Trier umgewandelt.
Zusammen mit der Gewerblichen Fortbildungsschule bestand ihre Aufgabe überwiegend in der künstlerischen, wissenschaftlichen und technischen Weiterbildung von praktisch erfahrenen Handwerkern und Berufstätigen sowie in der Vorbereitung von Bauhandwerkern auf das Weiterstudium an den staatlichen Baugewerkschulen. 1912 wurde schließlich das neue Schulgebäude am Paulusplatz eingeweiht. Zwischen den beiden Weltkriegen und während der Zeit des Nationalsozialismus war die Schule vielen Zwängen ausgesetzt und wurde mehrfach umbenannt. Nach dem Krieg hieß die Institution am Paulusplatz Trierer Werkschule.

### Fachhochschule Rheinland-Pfalz (1971–1996)
Die Fachhochschule Rheinland-Pfalz wurde 1971 gegründet. Zeitgleich entstand deren Abteilung Trier. Sie bestand zunächst aus den Fachbereichen Architektur, Bauingenieurwesen, Elektrotechnik und Maschinenbau sowie den Studienangeboten Kommunikationsdesign, Modedesign und Innenarchitektur im Bereich der Gestaltung.
1975 wurden die Fachbereiche Betriebswirtschaft III (Organisation und Wirtschaftsinformatik) und der Fachbereich Betriebswirtschaft IV (Finanz-, Prüfungs- und Steuerwesen) eingerichtet. 1978 folgte die Einrichtung des Fachbereichs Ernährungs- und Haushaltstechnik und des Fachbereichs Versorgungstechnik, 1985 der Studiengang European Business und 1994 der Studiengang Angewandte Informatik.
1980 konnten die frei gewordenen Gebäude der Universität Trier am Standort Schneidershof übernommen werden. Die traditionellen Standorte bleiben jedoch im Besitz der Fachhochschule und werden heute vom Fachbereich Design genutzt.

### Fachhochschule Trier (1996–2012)
Die Fachhochschule Trier wurde am 1. September 1996 eigenständige Fachhochschule. Neben der bisherigen Abteilung Trier der Fachhochschule Rheinland-Pfalz wurde die Außenstelle Idar-Oberstein der bisherigen Abteilung Mainz I übernommen. Als weiterer Standort kam der Umwelt-Campus Birkenfeld hinzu, der auf einem ehemaligen Militärareal neu aufgebaut wurde. Die Hochschule Trier besitzt nun drei Standorte: Trier, Birkenfeld und Idar-Oberstein. Gründungspräsident ist Klaus Zellner.

### Hochschule Trier (seit 2012)
Mit Veröffentlichung der neuen Grundordnung unter Präsident Jörg Wallmeier im Publicus 9/2012 am 12. September 2012 lautet der offizielle Name Hochschule Trier.

## Gebäude

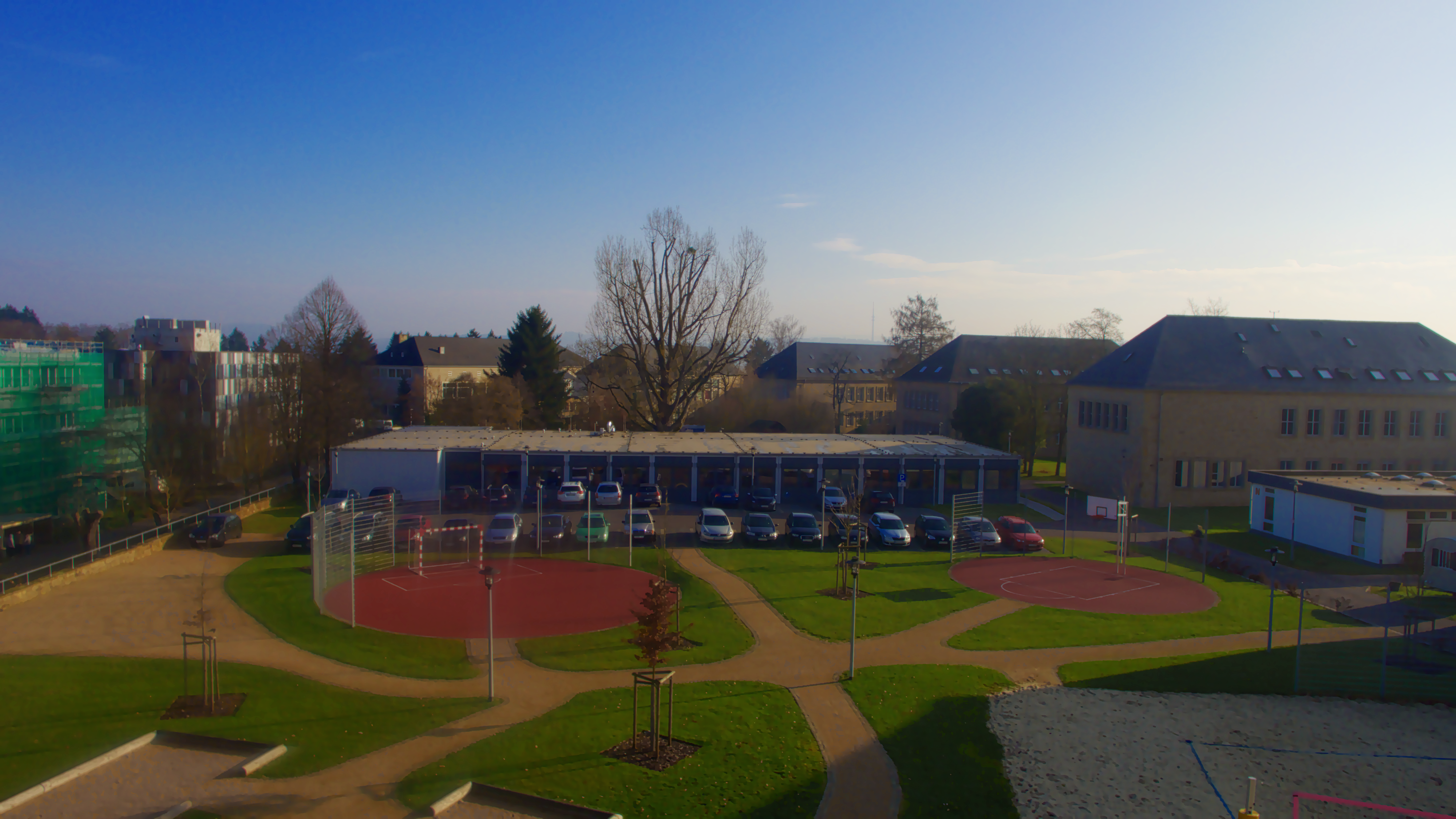
Hochschule Trier, Hauptcampus Schneidershof. Blick von den Sportfeldern nach Osten über den Campus

### Standort Schneidershof
Die Gebäude des Standorts teilen sich auf in Altbauten aus der NS-Zeit, die nahezu halbkreisförmig durch Gänge verbunden einen Sportplatz einfassen, die im Südosten anschließenden Bauten aus der Zeit der Pädagogischen Hochschule und eine Zeile von Neubauten auf der gegenüberliegenden Seite des Sportplatzes.

#### Gebäude der nationalsozialistischen Lehrerbildungsanstalt
Am 19. Juni 1936 schloss die Stadt Trier mit dem Reichsministerium für Wissenschaft, Erziehung und Volksbildung einen Vertrag über den Bau einer Hochschule für Lehrerbildung ab. Diese wurde im Sommer 1936 unter Anwesenheit des Reichserziehungsministers Bernhard Rust mit einer großen, zweitägigen und stark nationalsozialistisch geprägten Feier eröffnet. Damit wurde Trier nach 138 Jahren wieder Standort einer Hochschule. Die ersten Studenten studierten 1936–1940 zuerst in provisorischen Räumlichkeiten des stadteigenen Palastberings.
Der zuerst vorgesehene Standort auf dem Petrisberg wurde als zu abgelegen betrachtet. Nach anfänglichen Bedenken wurde beschlossen, die Lehrerhochschule auf dem Schneidershof zu bauen, die dort ansässige, baufällige Jugendherberge abzureißen und an einem anderen Ort in einem Neubau unterzubringen. Die vorgesehenen Gebäude wurden in unmittelbarer Nähe des damals Hühnlein-Stadion genannten, heutigen Waldstadions im Stil der nationalsozialistischen Architektur gebaut. Der Grundstein der Hochschulbauten wurde am 9. Juni 1939 gelegt. Mit Beginn des Zweiten Weltkriegs wurde die Hochschule mit der Begründung geschlossen, dass die jungen Studenten zu den Waffen greifen müssen, um das Vaterland zu unterstützen. Am 30. Oktober 1940 wurde eine nicht mehr hochschulförmige Lehrerbildungsanstalt wiedereröffnet. Die Studenten und Studentinnen kehrten zurück, um die Jugend des Vaterlandes auszubilden. Seit Kriegsbeginn war auch Studentinnen der Besuch der Vorlesungen gestattet.
Von 1937 bis 1940 gab es für verschiedene Standorte in Trier: u. a. auch für den Schneidershof Planungen eine Nationalpolitische Erziehungsanstalt (Napola) zu errichten, die aber nicht umgesetzt wurden und 1940 kriegsbedingt eingestellt wurden.
Bei den erhaltenen Bauten handelt sich um die heutigen Gebäude J, K, L, O die Sporthalle (Gebäude T) und die Direktorenvilla, das heutige Kindergartengebäude, von dem damals das ganze Gelände zu überblicken war, was heute durch den Baumbestand im Garten des Kindergartens nicht mehr gegeben ist. 
Die Gebäude werden heute von der Hochschulverwaltung und den Fachbereichen Wirtschaft und Informatik genutzt. In den Gebäuden wurde das ehemalige Dachgeschoss ausgebaut und wird für Büros genutzt.

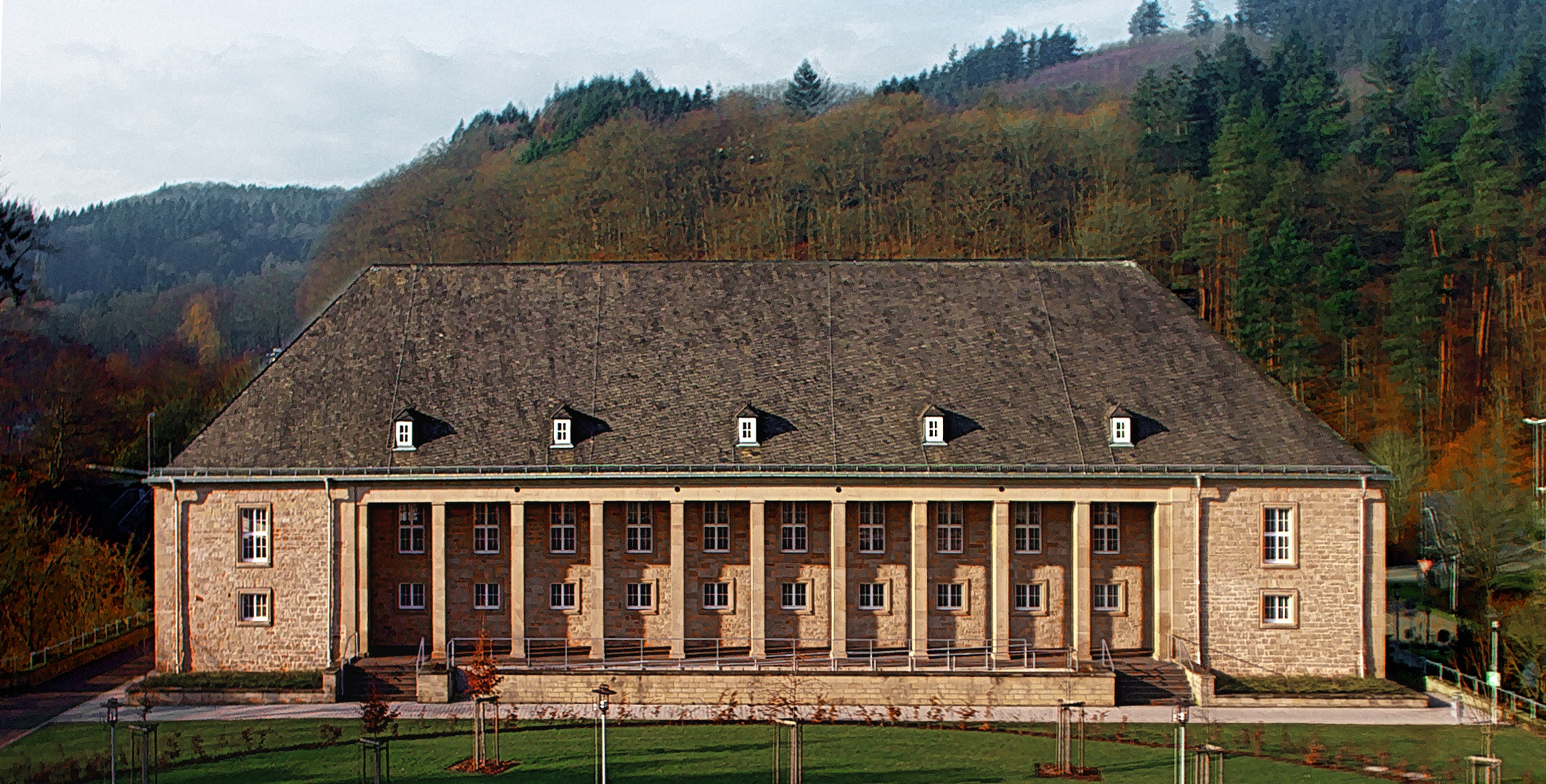
Sporthalle aus den 1930er Jahren
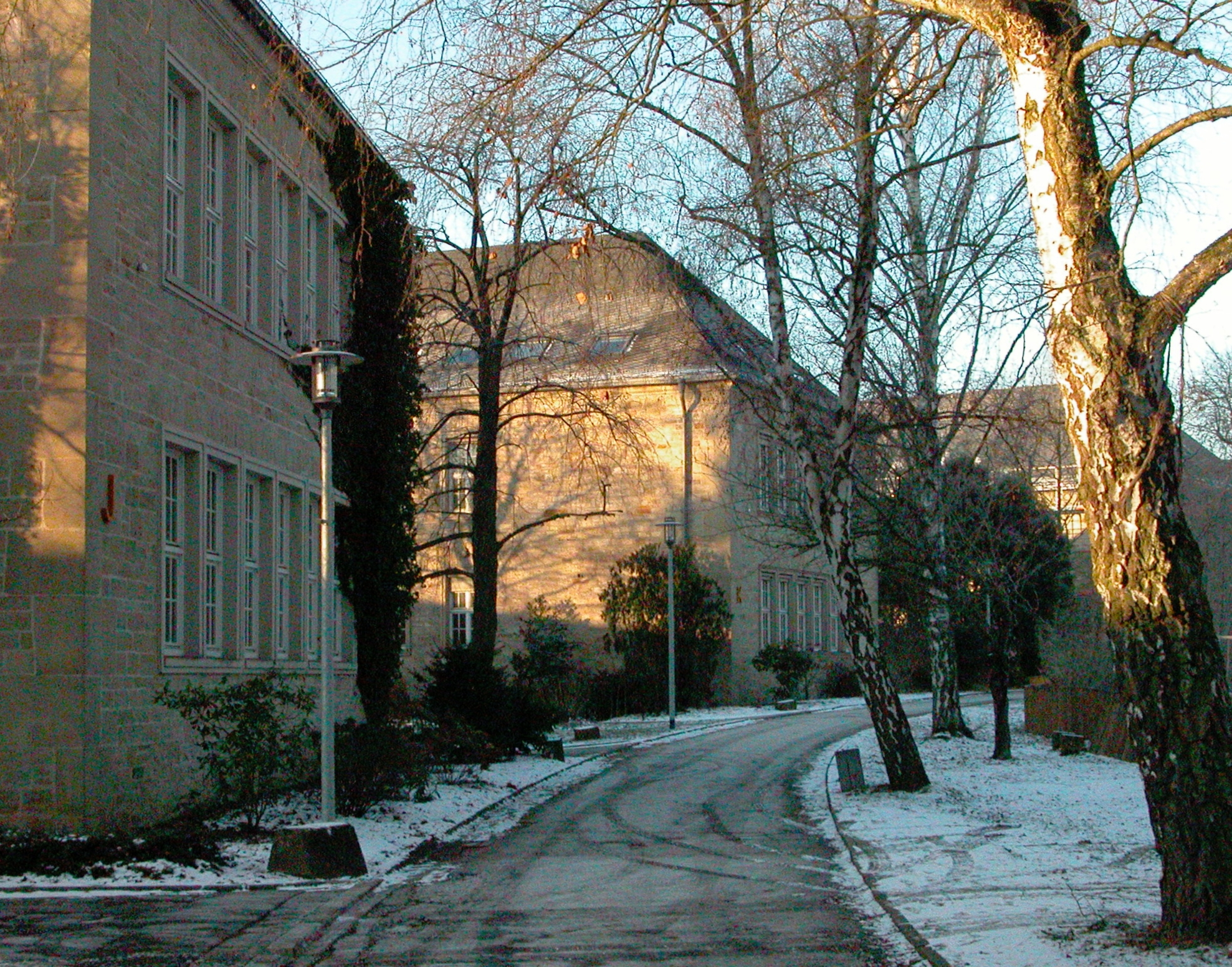
Gebäude der 1930er-Jahre – Zustand vor der Umgestaltung 2013/14
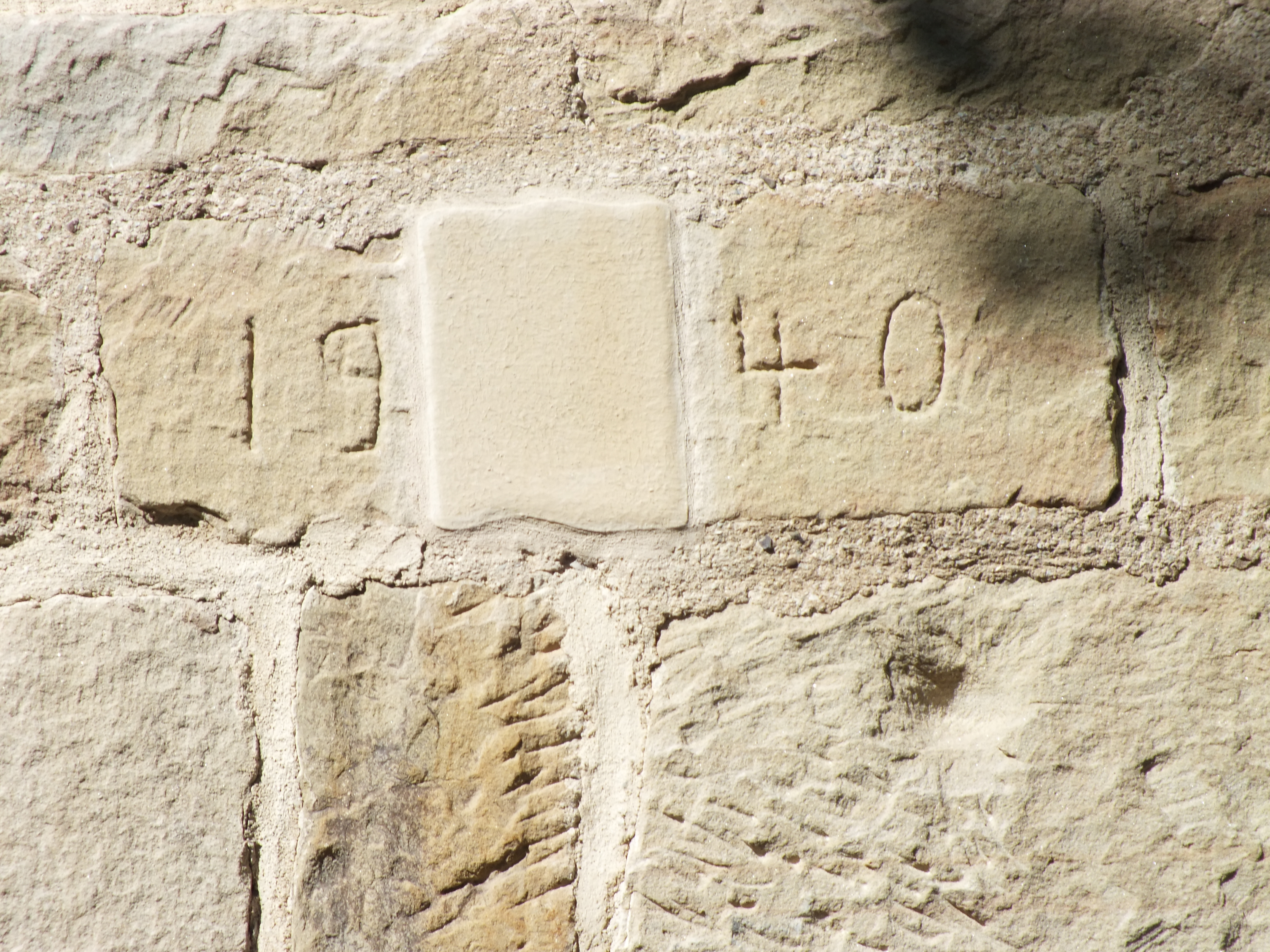
Stein mit Jahreszahl
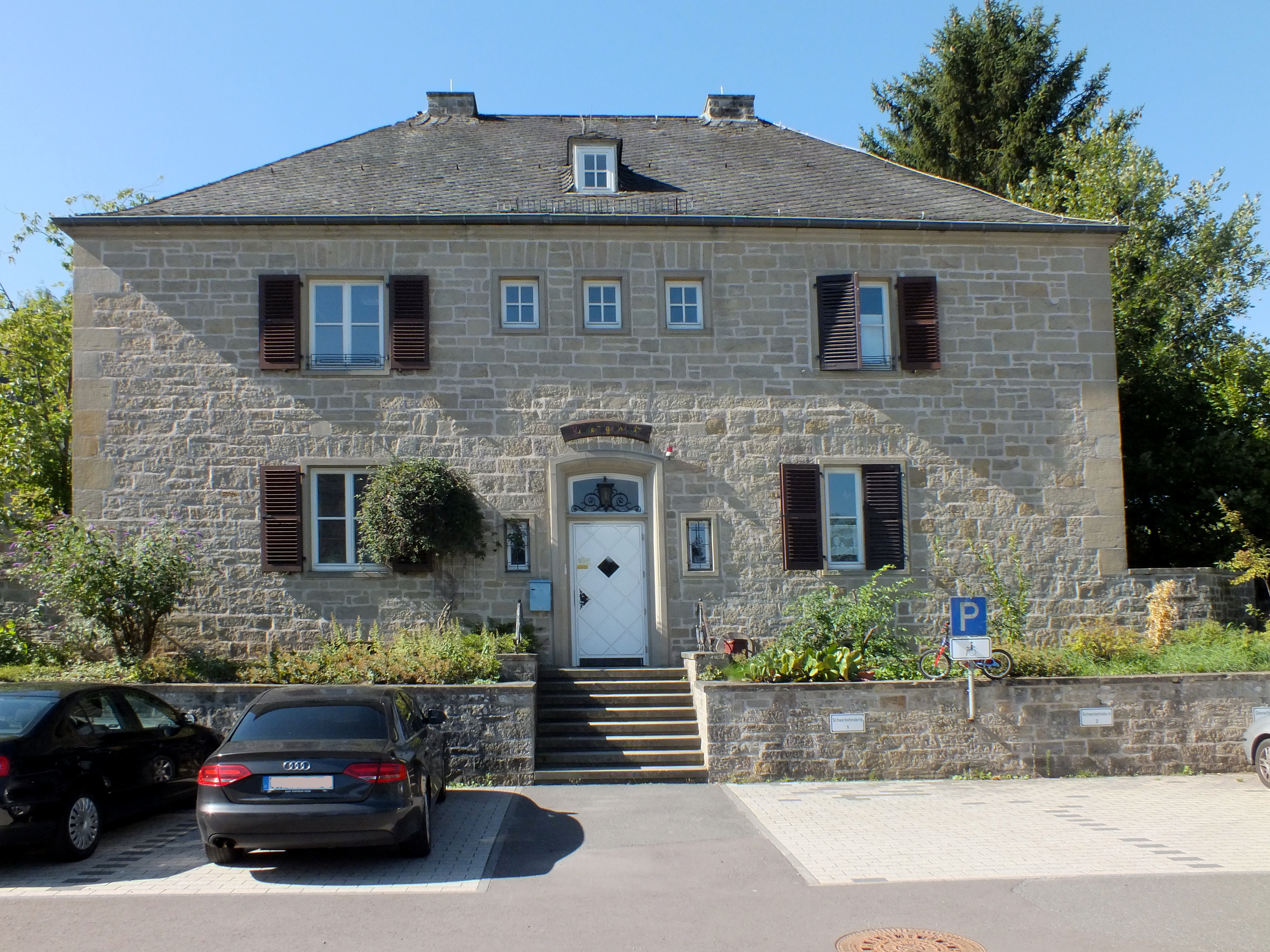
Ehemalige Direktorenvilla, heute Kindergarten

#### Die Erweiterungen für die Pädagogische Hochschule
Nach dem Zweiten Weltkrieg wurden die Gebäude von 1950 bis 1969 als Pädagogische Hochschule genutzt.
Wurden Lehrerbildungseinrichtungen in der unmittelbaren Nachkriegszeit in Deutschland vor allem in von Kriegszerstörungen weniger betroffenen kleinen Orten eingerichtet, so konzentrierten sich die Standorte ab 1950 vor allem auf die traditionellen kulturellen Zentren des Landes. In Trier fand die neugegründete Pädagogische Akademie einen Platz in den damals neuen Gebäuden auf dem Schneidershof. Es wurden nur katholische Lehrer ausgebildet. Erst 1964 wurde die Ausschließlichkeit gelockert; seitdem durften auch eine kleine Zahl nichtkatholischer Studenten ausgebildet werden. Die evangelischen Lehrer hatten Pädagogische Hochschulen in Worms, Kaiserslautern und seit 1964 Neuwied.
Während dieser Zeit erfolgten wesentliche Erweiterungen des übernommenen Baubestandes, wobei man teilweise schon vorhandene Fundamente bzw. Rohbauten verwenden konnte. In der ersten Bauphase in den 1960er Jahren wurden im nahezu identischen Baustil das Hörsaalgebäude H, das Gebäude F mit der Aula und mit einer typischen Nachkriegsfassade das Gebäude G des heutigen Haupteingangs errichtet. Im ersten Stock dieses Gebäudes wurde eine heute nicht mehr vorhandene Kapelle eingerichtet. Drei der ursprünglich sieben Glasfenster der Kapelle sind heute in der Mensa ausgestellt. In zeitgemäßer Architektur wurde das Mensagebäude E errichtet, das bis 2006 in seiner ursprünglichen Farbgestaltung und Möblierung erhalten werden konnte.

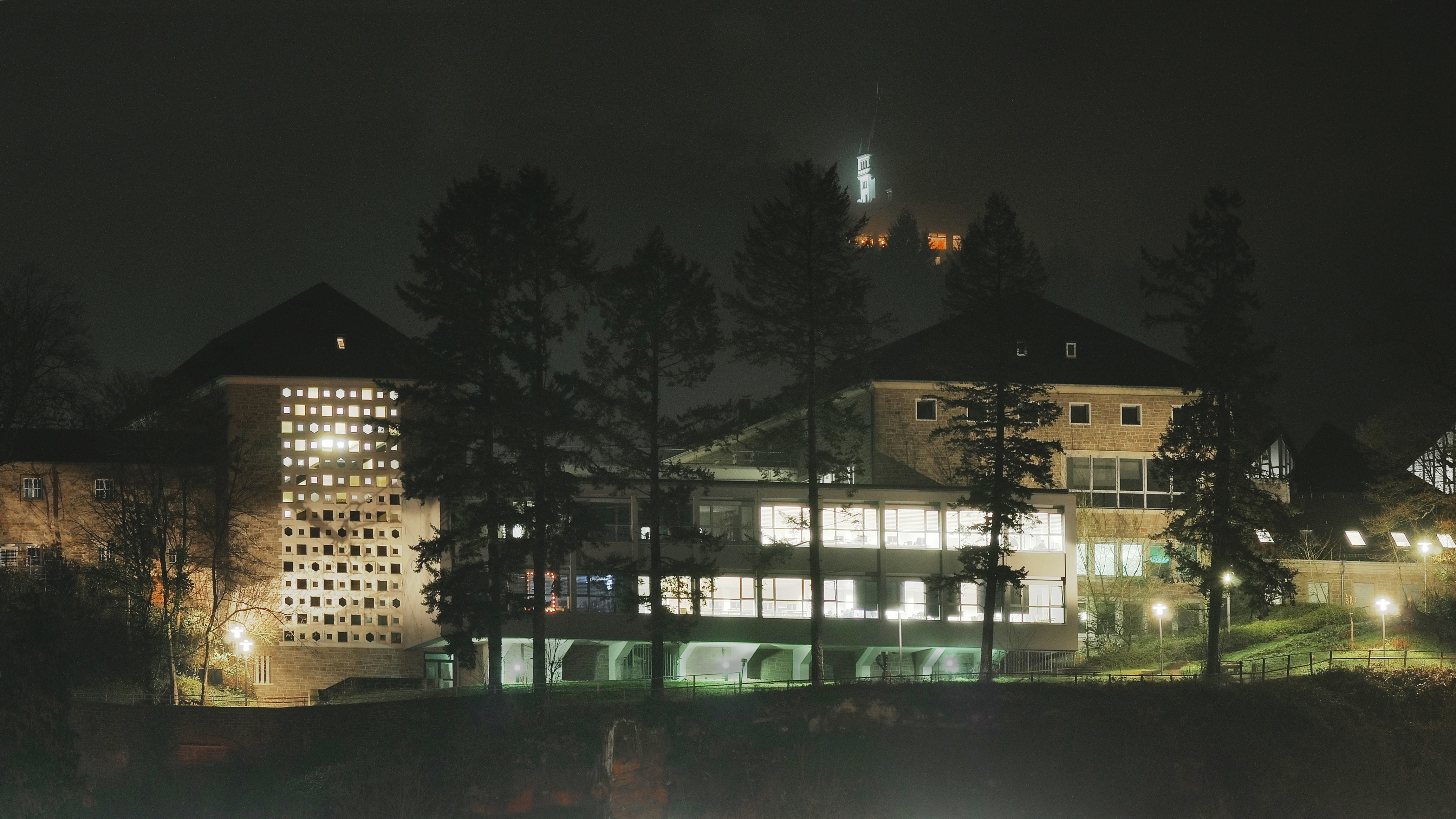
Gebäude aus den 1950er-Jahren: Hörsaalgebäude, Rechenzentrum, Aula, Mensa (von links nach rechts), über der Hochschule leuchtet das Berghotel Kockelsberg
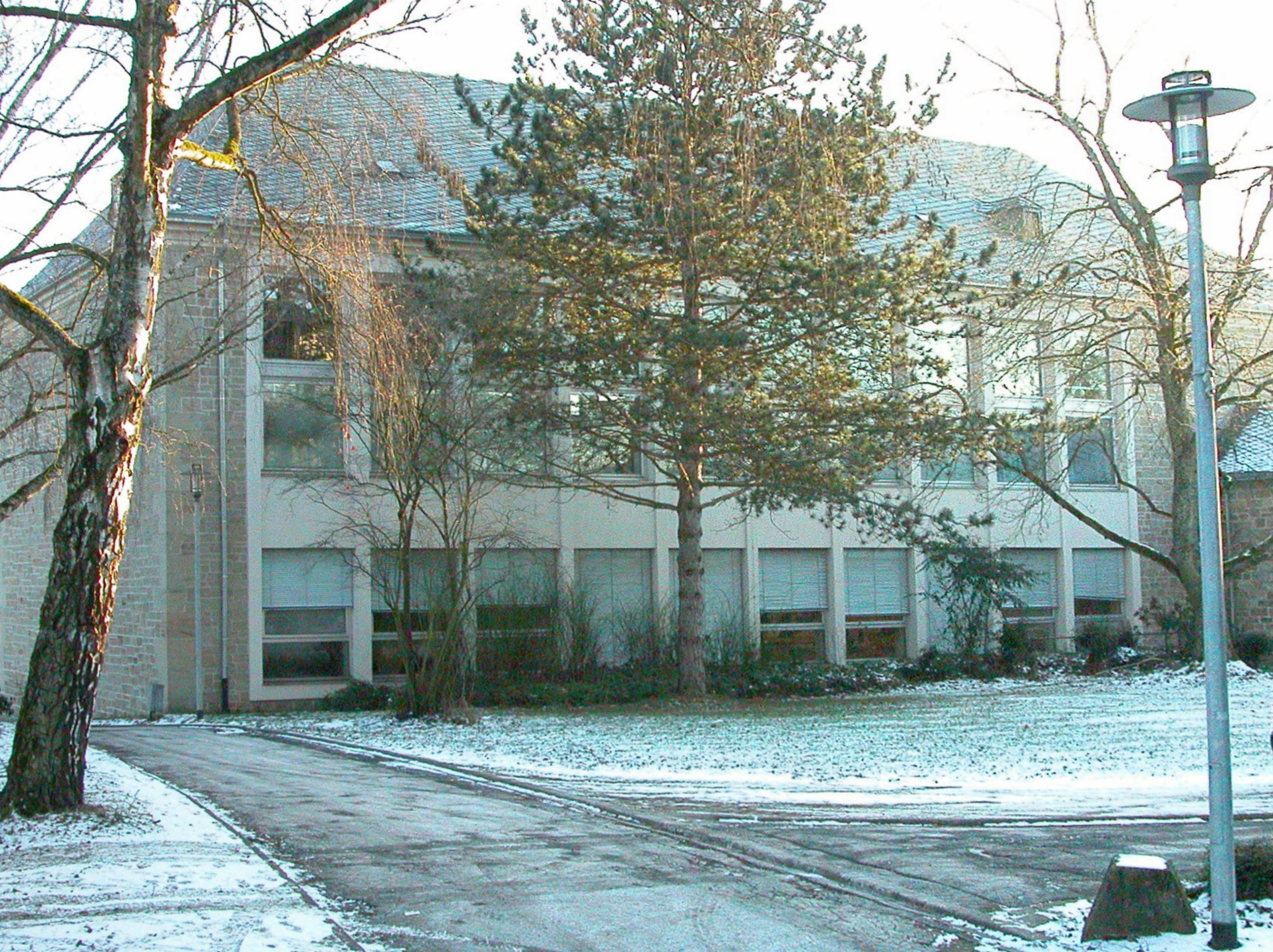
Hörsaalgebäude

#### Standort der Universität Trier
Größere Erweiterungsaktivitäten erfolgten im Zuge der geplanten Universitätsgründung der 1969 gegründeten Doppeluniversität Trier-Kaiserslautern, die auch Nachfolgeinstitution der Pädagogischen Hochschule wurde. Mit Gründung der Universität Trier wurde aber gleichzeitig die Lehrerbildung aufgegeben und an der neu gegründeten Universität Koblenz-Landau konzentriert. Nachdem die seit 1975 selbstständige Universität Trier seit 1977 sukzessive die neuen Gebäude auf dem Campus Tarforst bezogen hatte, wurde der Standort Schneidershof ab 1980 Schritt für Schritt von der damaligen Fachhochschule Rheinland-Pfalz für den Standort Trier übernommen. Die heute von den Fachbereichen mit Ingenieurstudiengängen genutzten Neubauten A, B, C und D wurden schließlich um 1970 erbaut. Es handelt sich dabei um Gebäude mit Räumen für Büros, Labore und Seminare.

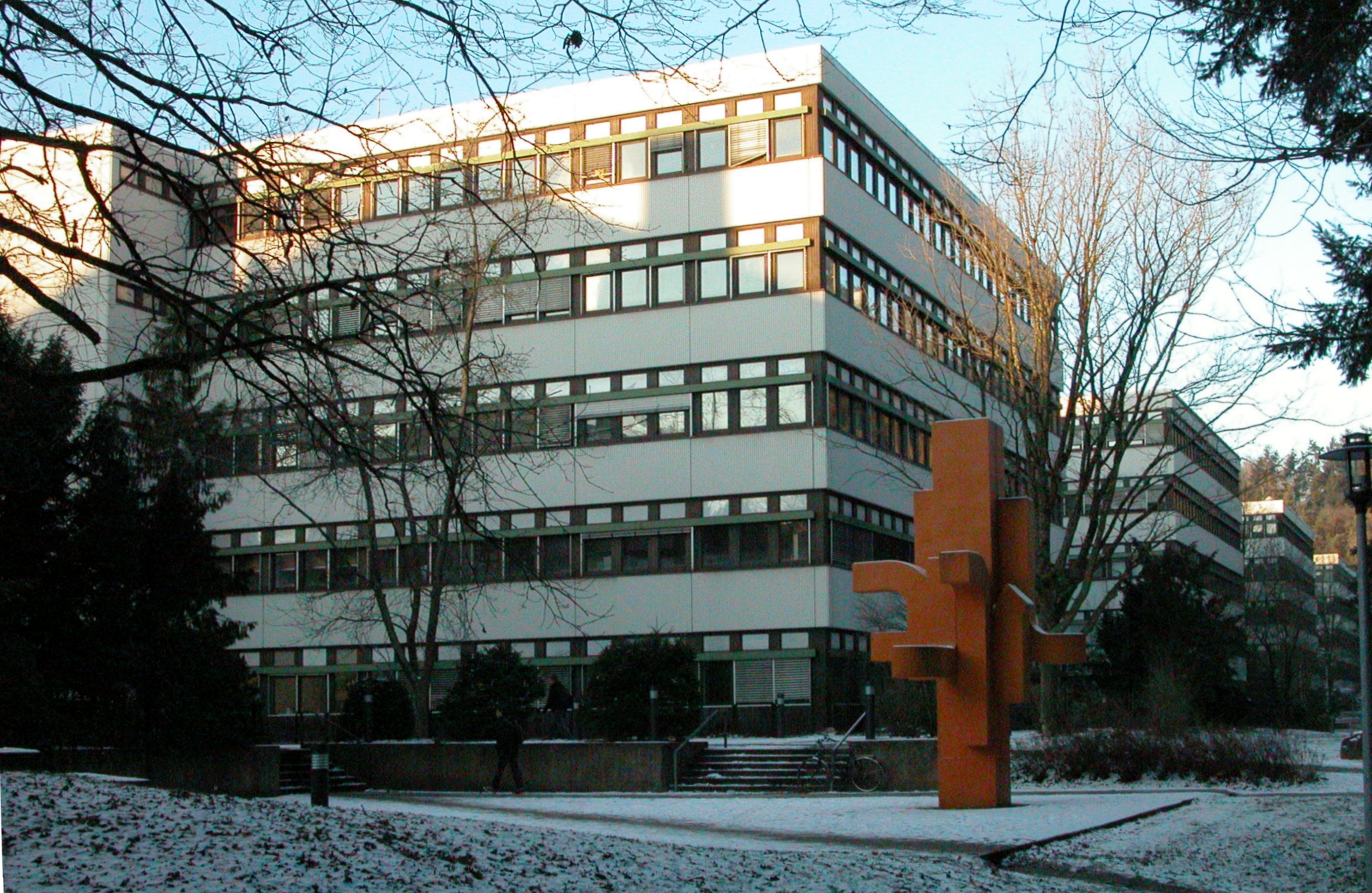
Gebäude D, 2009
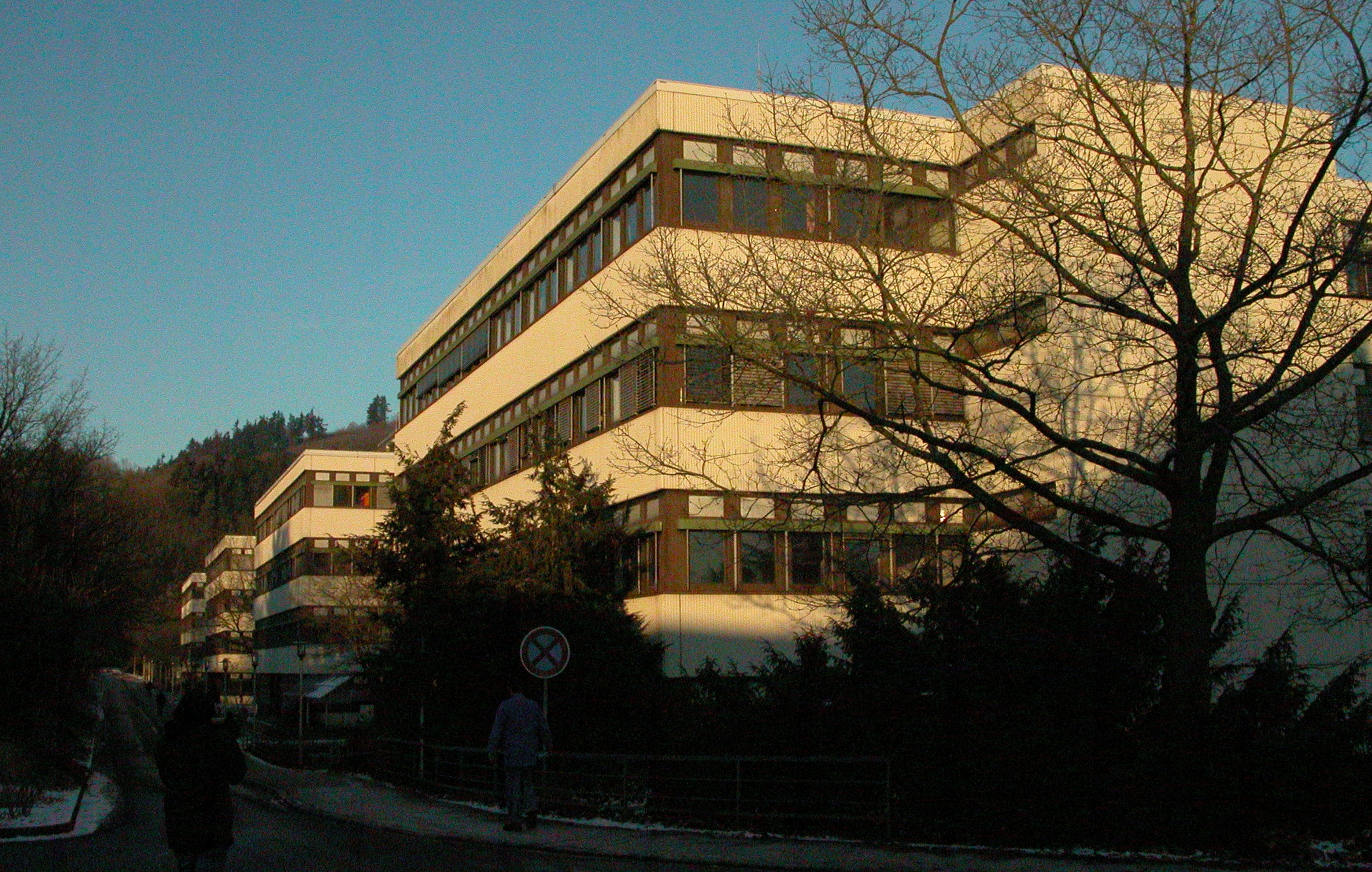
Neubauten der Ingenieurfachbereiche
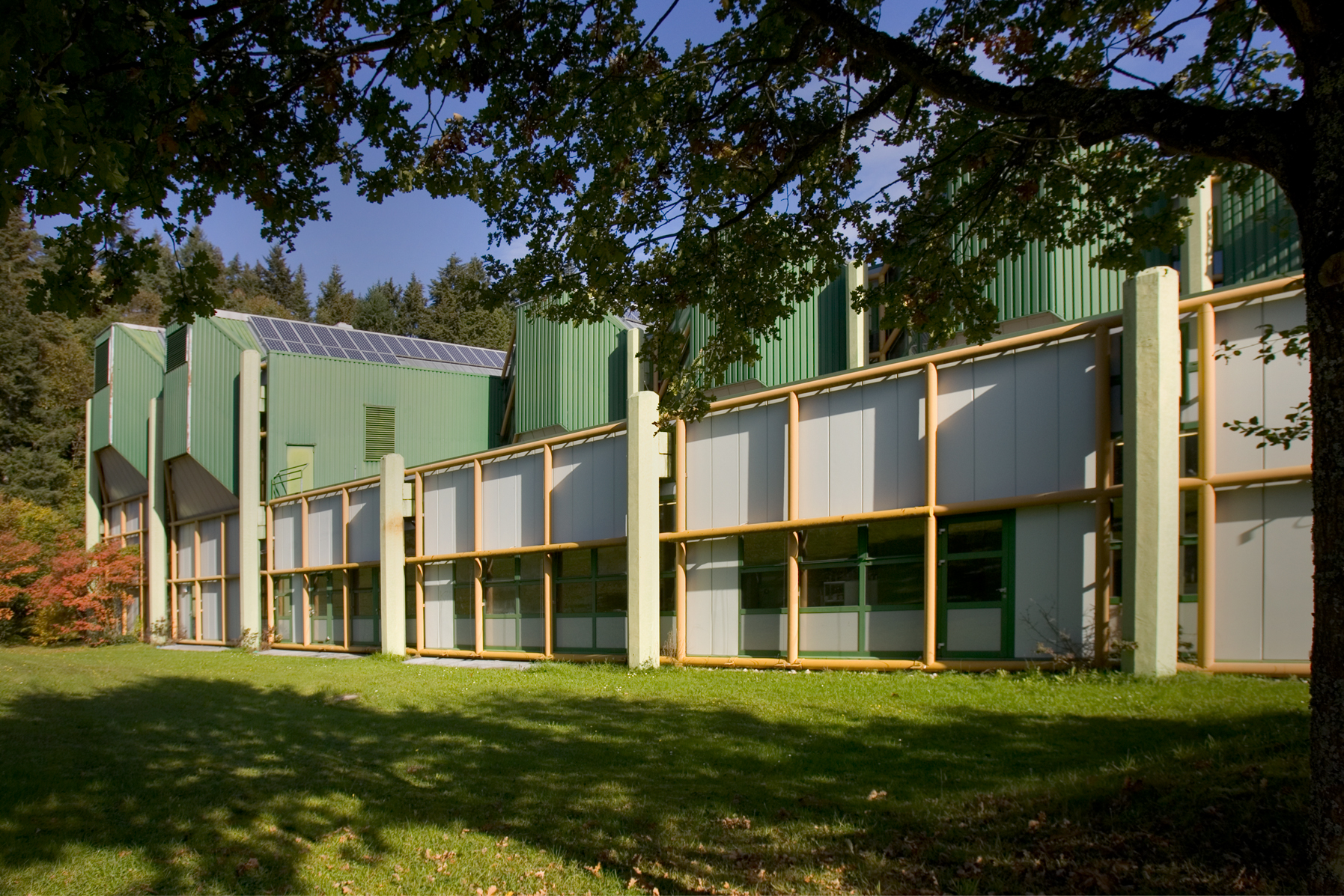
Maschinenhalle

#### Nutzung durch die Hochschule Trier

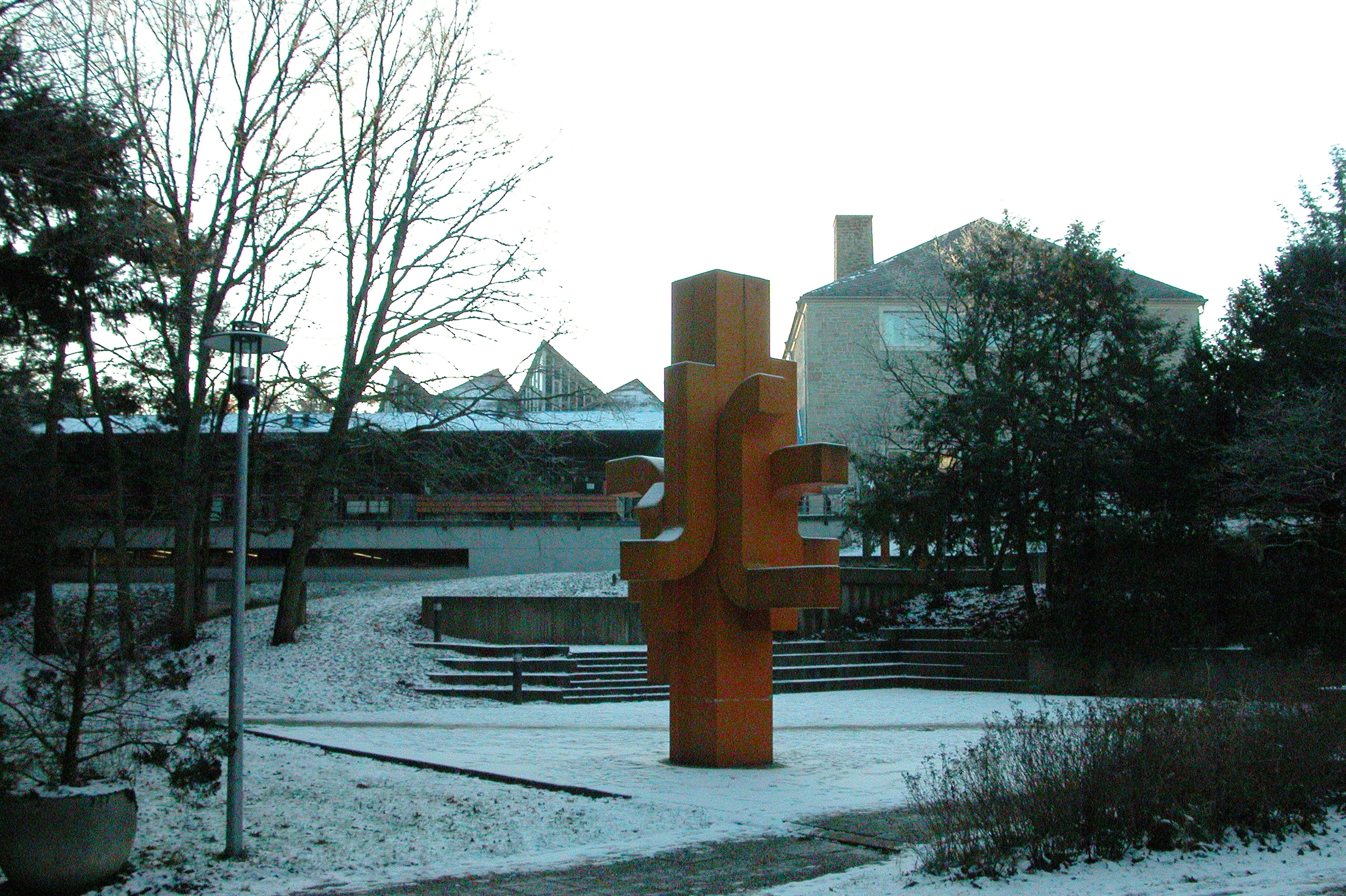
Plastisches FH-Logo und Mensabauten vor der Umgestaltung 2014/15

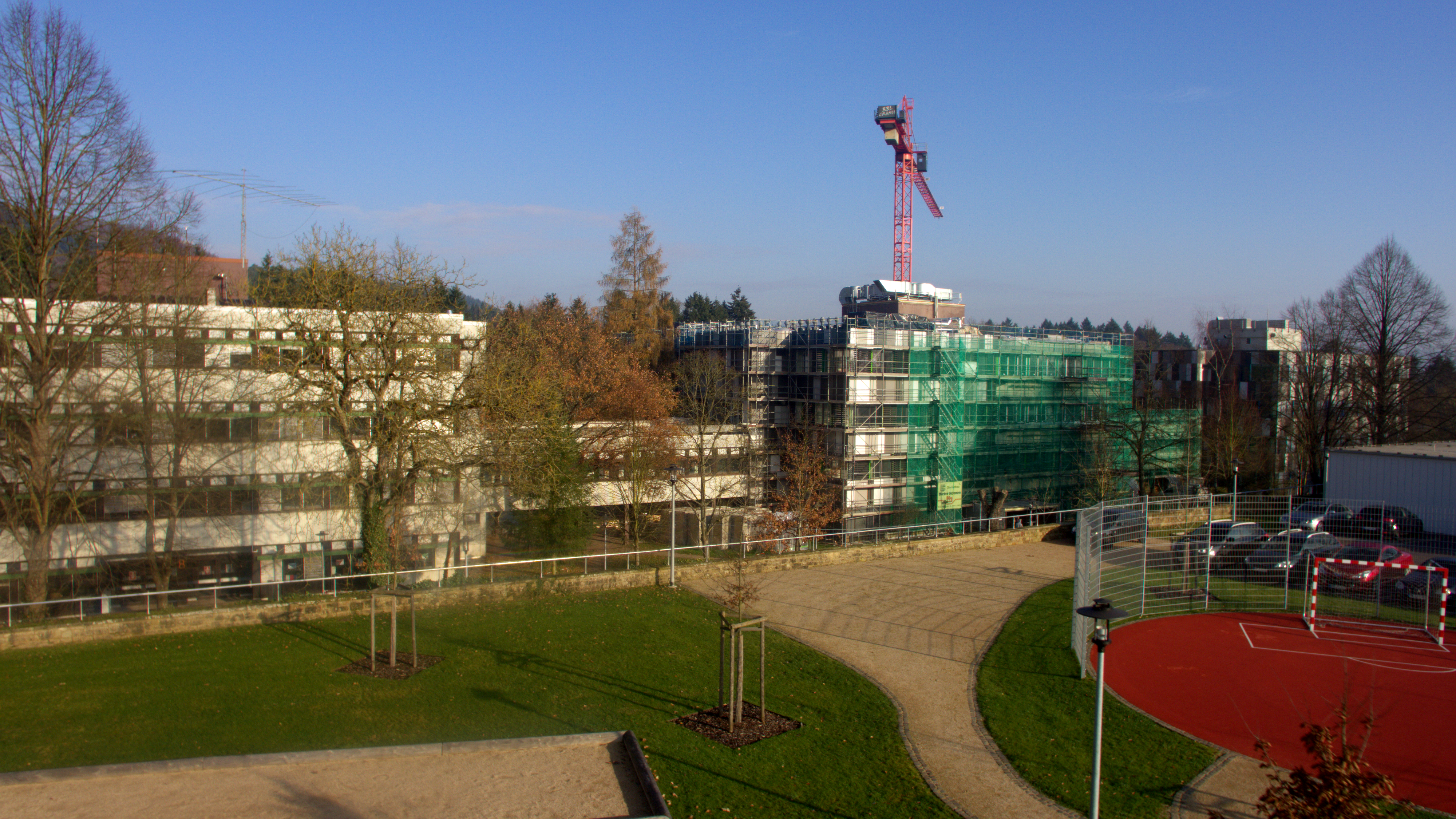
Schrittweise Instandsetzung der Gebäude der technischen Fachbereiche in den 2010er-Jahren

Zu Beginn der 1980er Jahre wurde für den Fachbereich Maschinenbau eine Maschinenhalle errichtet. Die nächsten und bisher letzten Neubauten waren das offiziell provisorische Gebäude X in Containerbauweise für den Fachbereich Informatik 2014 sowie eine neue Heizzentrale für das Wärmenetz (2014/15). Die Heizzentrale besteht aus einem Gas-Blockheizkraftwerk für die Grundlast und den Sommerbetrieb, einem Holzpelletkessel mit Pelletsilo für die Grundlast, einem Gasbrennwertkessel für die Mittellast und einem Ölheizkessel für die Spitzenlast und Ausfallzeiten.
Nachdem in den 1980er-Jahren bei der Übernahme durch die damalige Fachhochschule Rheinland-Pfalz die meisten Büros und Seminarräume in den Altbauten leicht renoviert wurden, wird der ganze Baubestand seit etwa dem Jahr 2000 grundlegend renoviert, unter Berücksichtigung der Belange des Denkmalschutzes energetisch saniert und für Zugänge barrierefrei gestaltet.
Die Neubauten mussten asbestsaniert werden, bei den Altbauten wurden u. a. der Eingangsbereich, die Mensa und Cafeteria generalsaniert. Die bisher mit Ölfeuerung arbeitende Heizanlage wurde durch ein Holzpelletsheizkraftwerk ersetzt. Das baufällige Parkhaus wurde abgerissen und durch zwei ebenerdige Parkplätze ersetzt. Der Wald zwischen dem Parkplatz und den Hochschulgebäuden wurde weitgehend gerodet. 2012–2014 wurden die Außenanlagen der Altbauten tiefgreifend umgestaltet. Auf dem Gelände des Sportplatzes – ursprünglich mit Leichtathletikanlagen und Fußballplatz – wurde ein temporäres Gebäude in Containerform errichtet. Auf dem Rest des Geländes wurden ein Beachvolleyballfeld, Boulebahnen und Kleinspielfelder angelegt. Der Baumbestand vor den Gebäuden wurde zudem erheblich reduziert. In den Vorplatz der Sporthalle wurde eine Rampe für einen barrierefreien Zugang zu dieser integriert. Von den Neubauten wurde das Gebäude D saniert, das Gebäude C ist 2015 in Sanierung, die Gebäude A und B warten noch darauf.
Die großteils renovierten Altbauten werden heute (2015) von den Fachbereichen Informatik und Wirtschaft, der Hochschulverwaltung (mit dem Studierendensekretariat), dem Rechenzentrum und dem Studierendenwerk (Mensa, Büros) genutzt. Weiterhin existiert ein Hörsaalgebäude mit drei unterschiedlich großen Hörsälen. Die Neubauten werden von den Fachbereichen Technik, BLV und der Bibliothek genutzt. Die ehemalige Sporthalle ist zweigeteilt. Ein Teil steht noch für den Sport zur Verfügung, der andere Teil dient als provisorischer Hörsaal.
49° 46′ 2,7″ N, 6° 37′ 49″ O

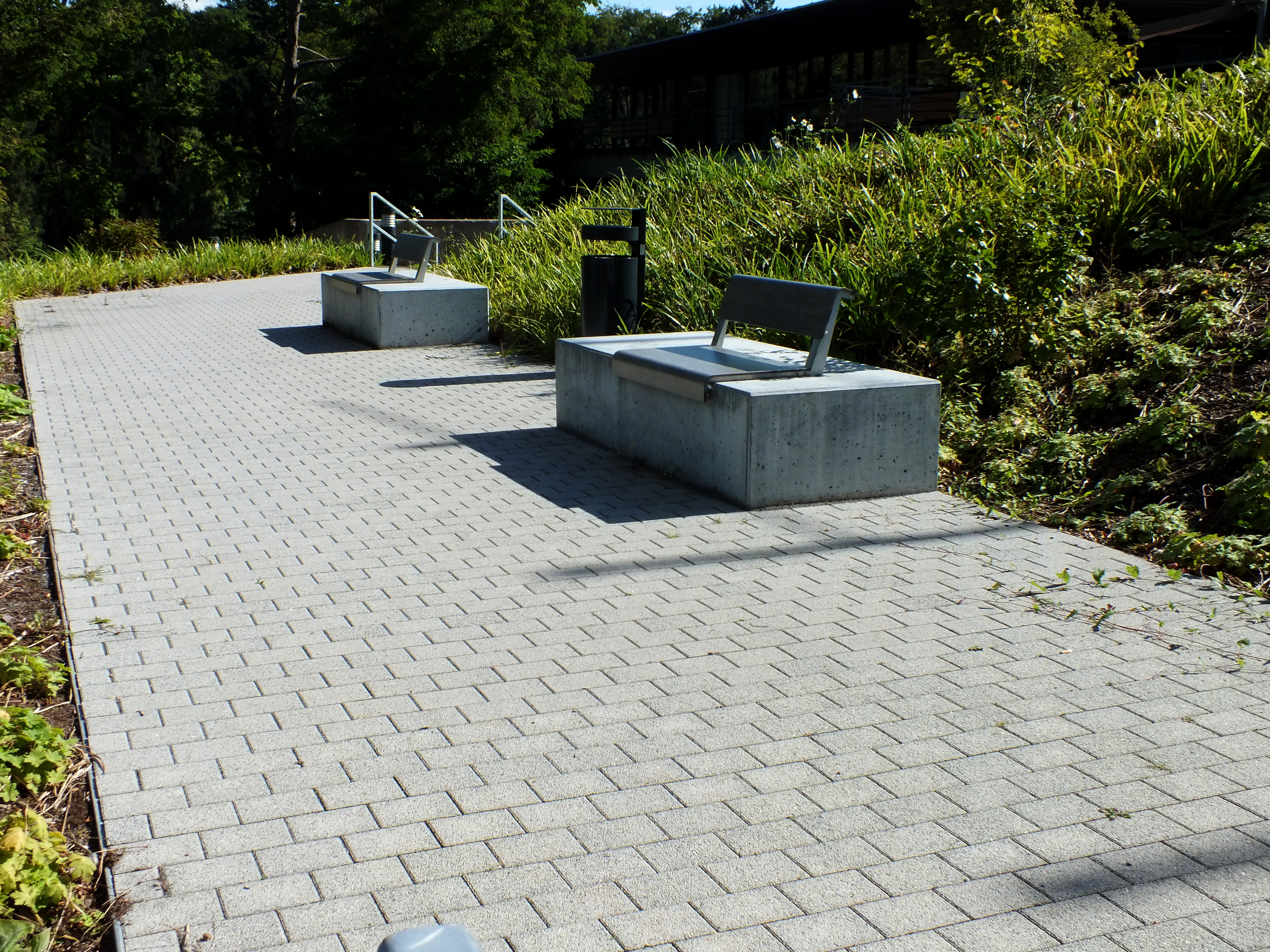
chill out area 2015
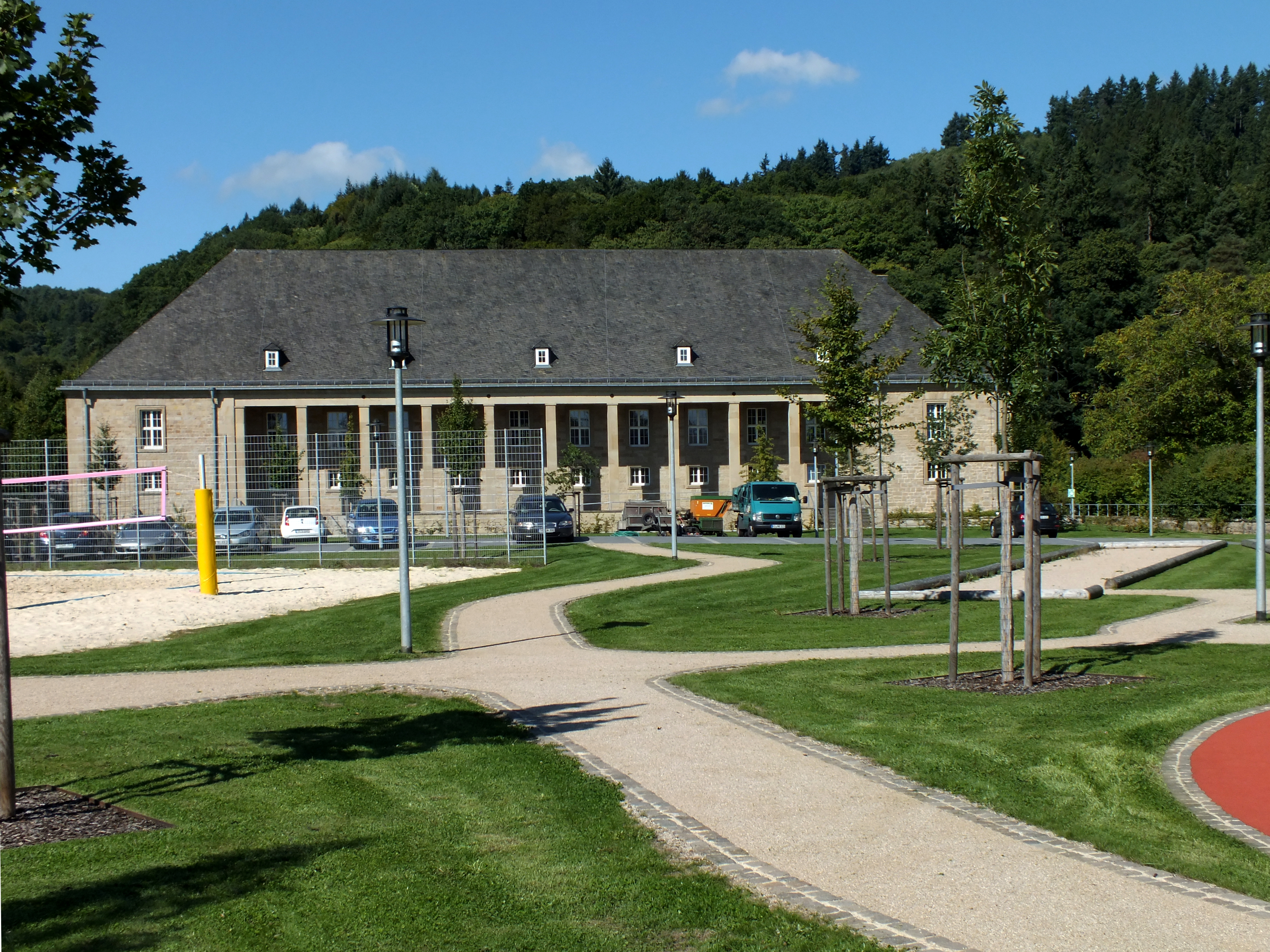
Kleinspielfelder
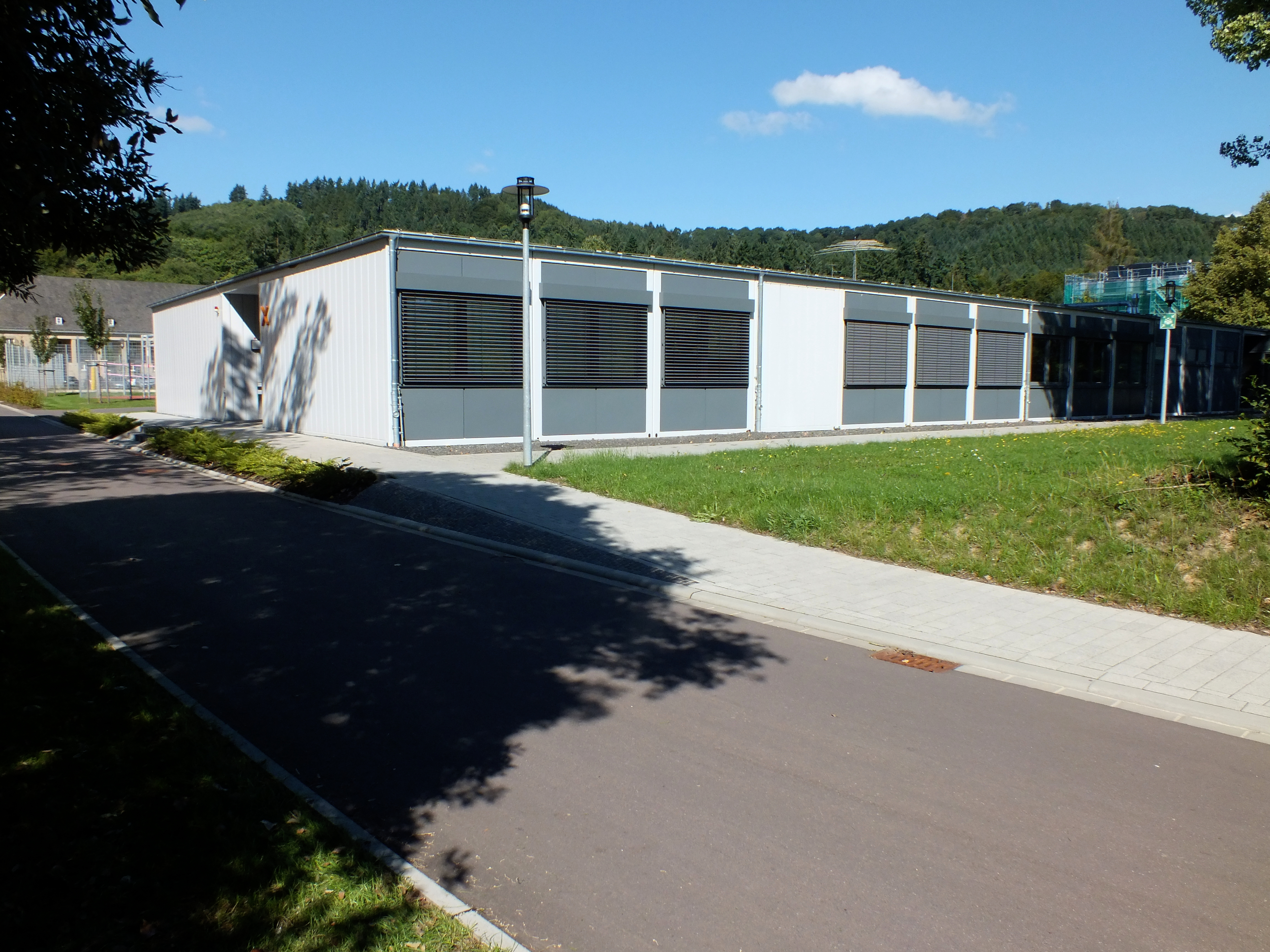
Gebäude X
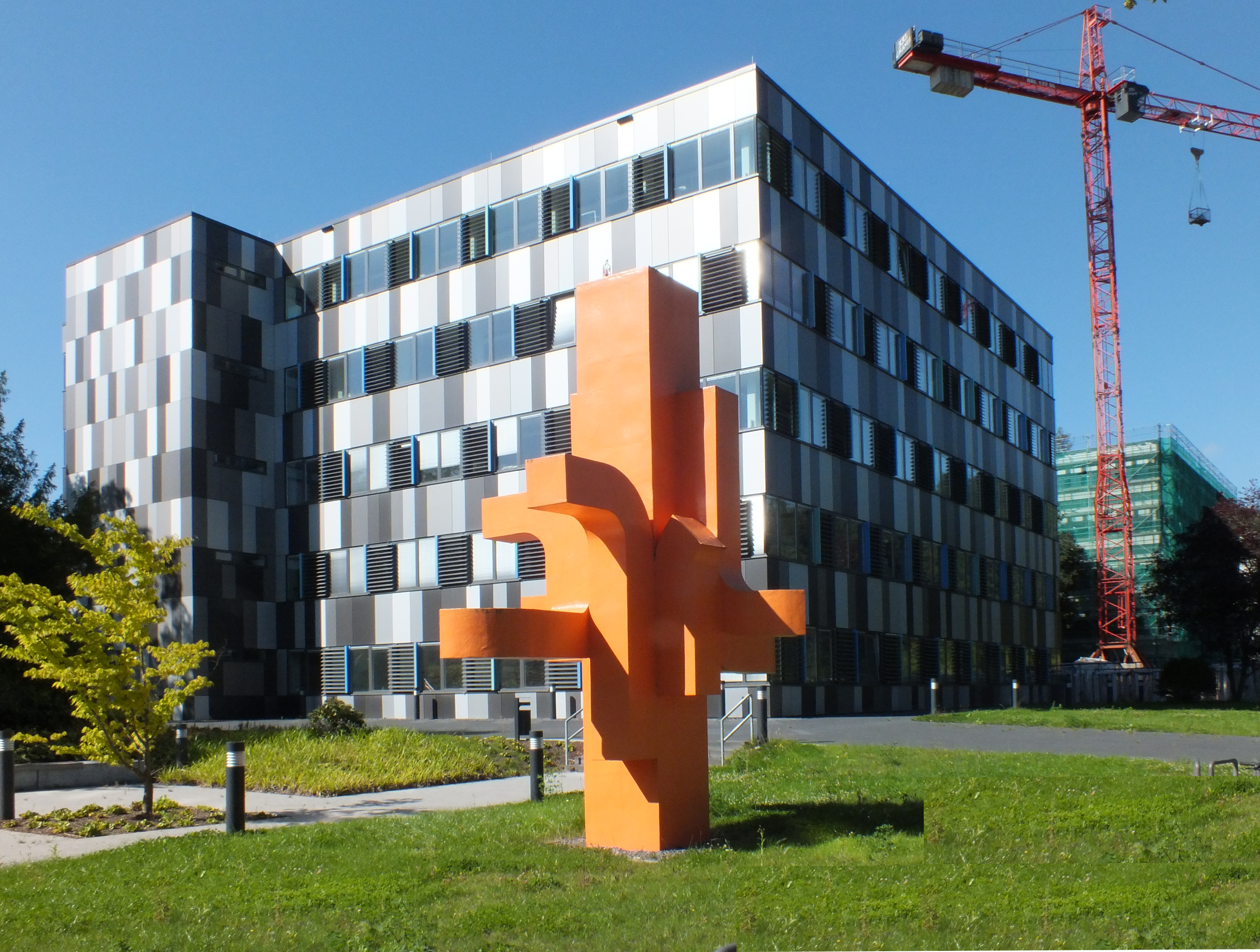
Gebäude D 2015
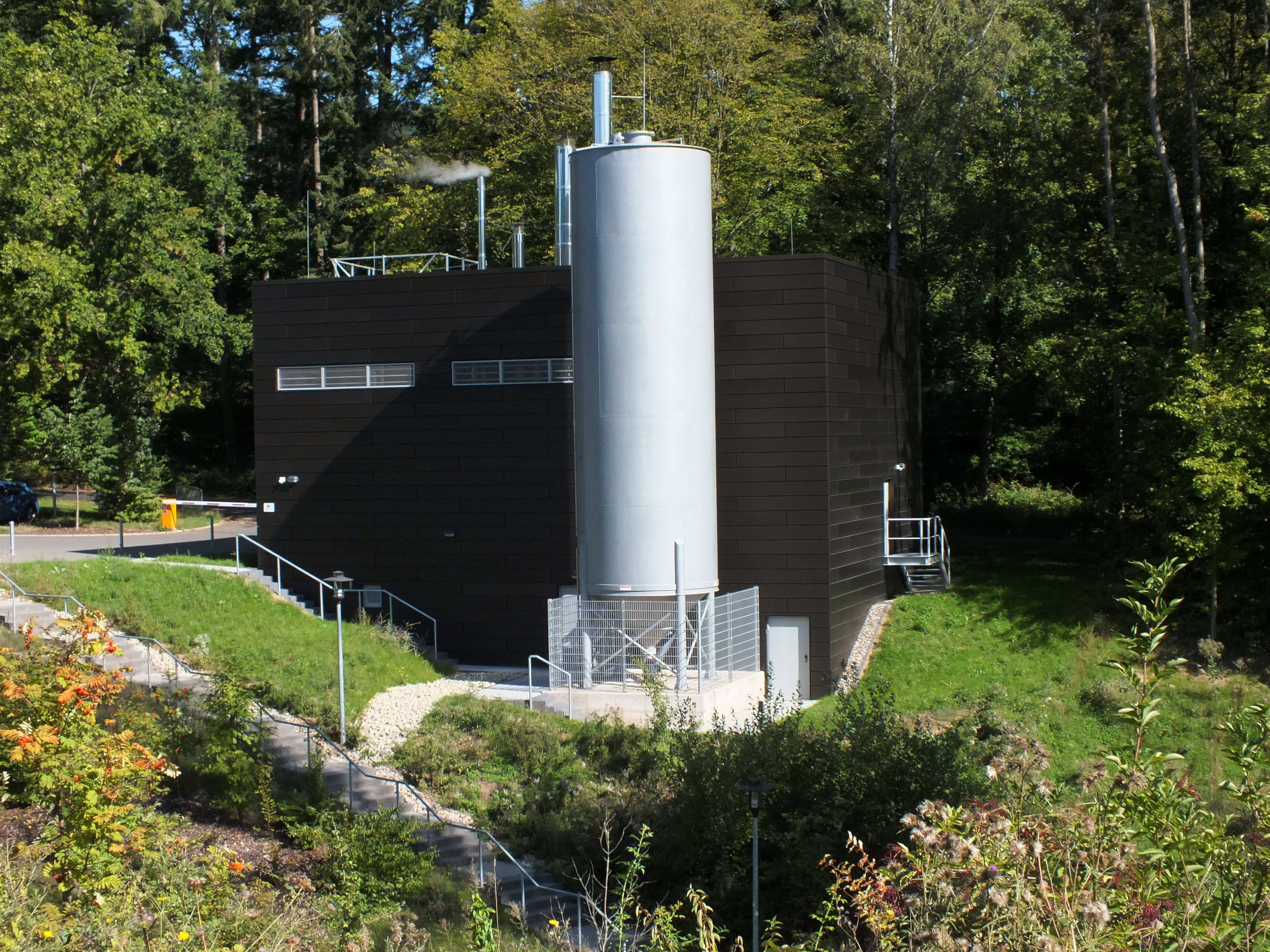
Heizzentrale
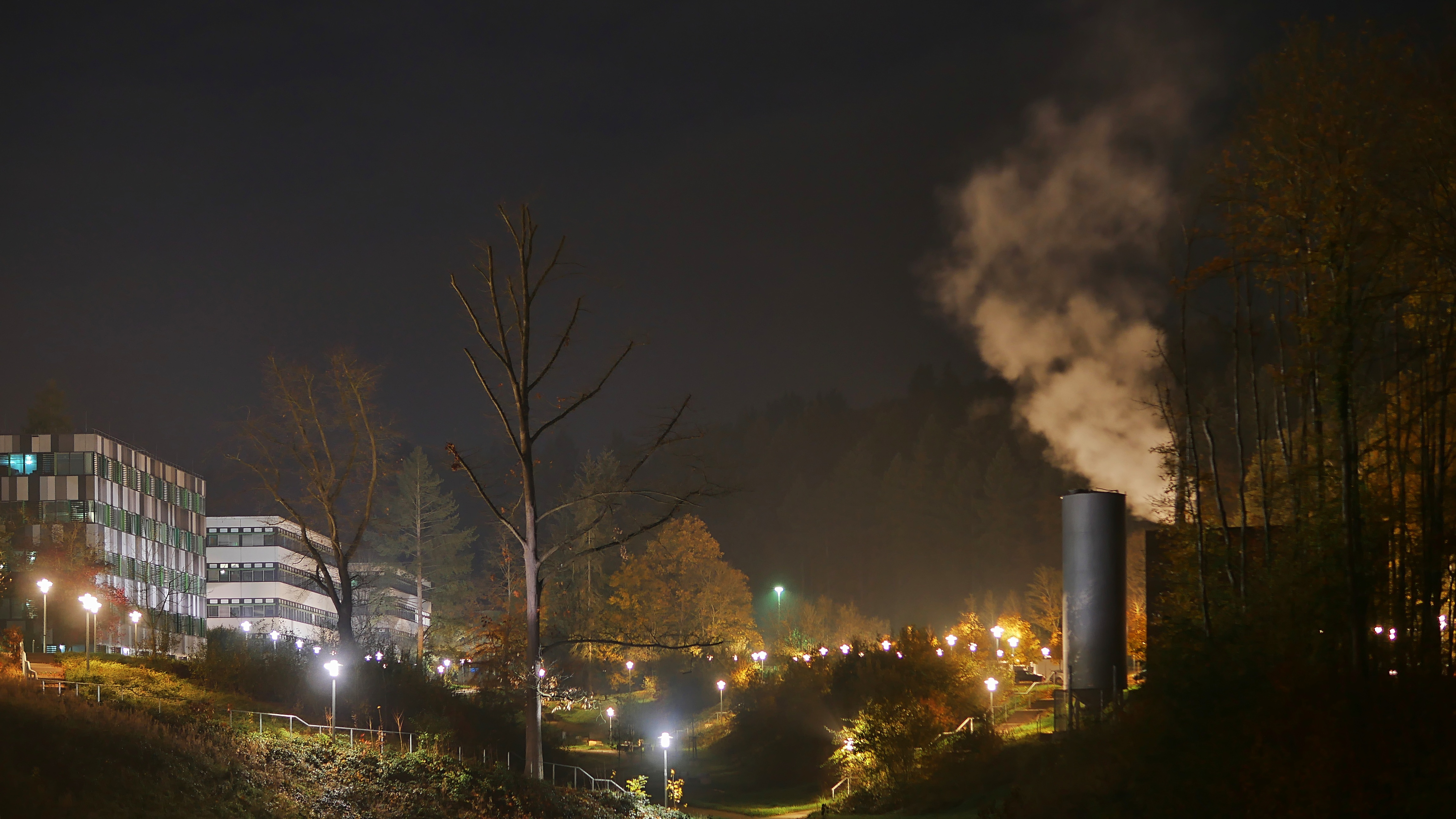
Heizkraftwerk in Betrieb

### Standort Paulusplatz

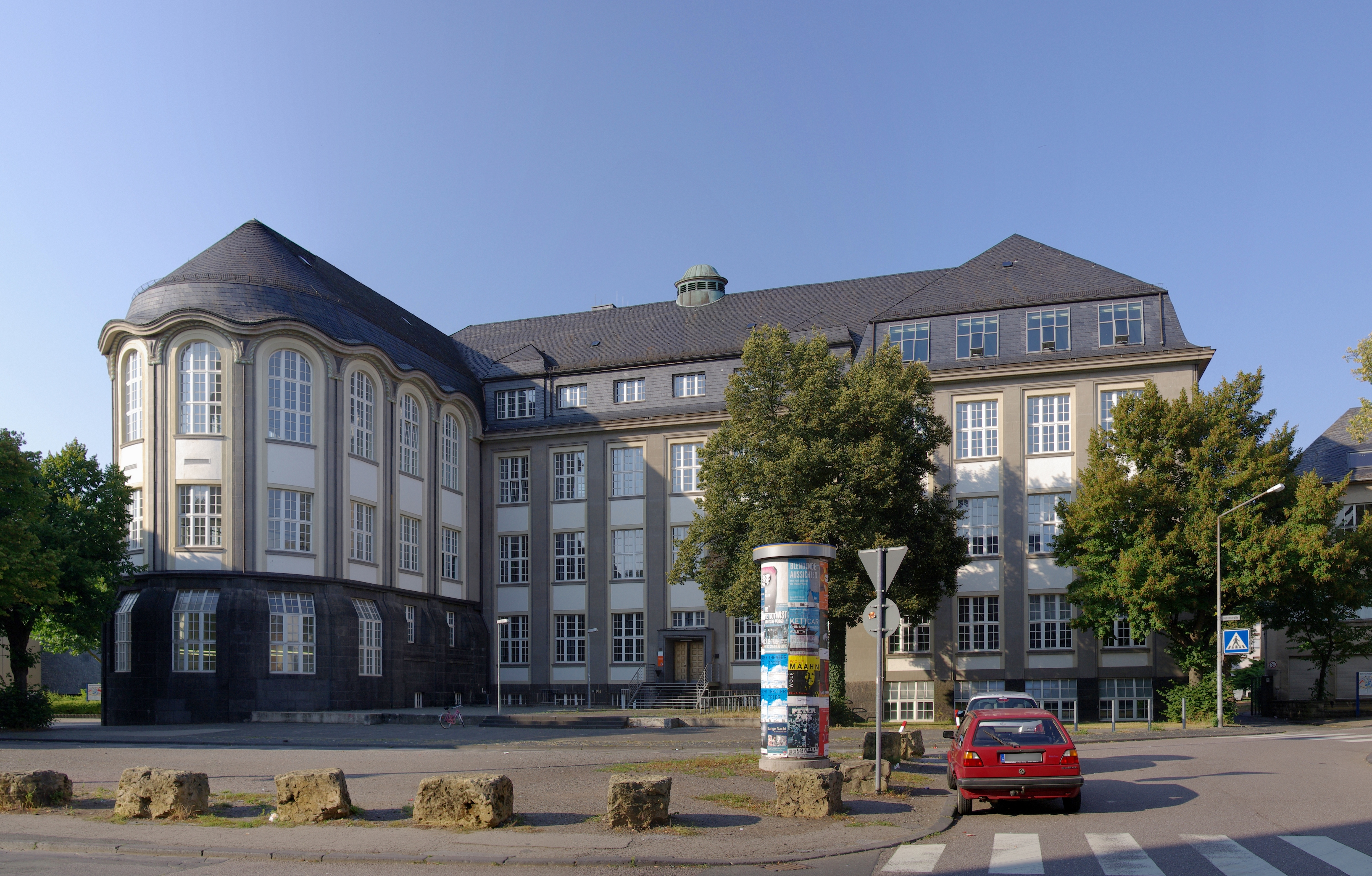
Standort Paulusplatz

Das platzbildprägende Gebäude wurde ab 1909 nach Entwurf des Stadtbaurats Balduin Schilling und unter Mitwirkung des Abteilungsbaumeisters Peter Monshausen für die damalige Handwerker- und Kunstgewerbeschule errichtet und 1912 eingeweiht. Der gegenüber der Pauluskirche liegende dreigeschossige, mit verschiefertem Walmdach versehene monumentale Winkelbau nimmt die gesamte Nordseite des Paulusplatzes ein. Die Schule zählt zu den ältesten Stahlbeton-Skelettbauten in der Trierer Altstadt und gilt als bemerkenswerter Vertreter eines sachlich geprägten Neuklassizismus. 49° 45′ 31,6″ N, 6° 38′ 7″ O

### Standort Irminenfreihof

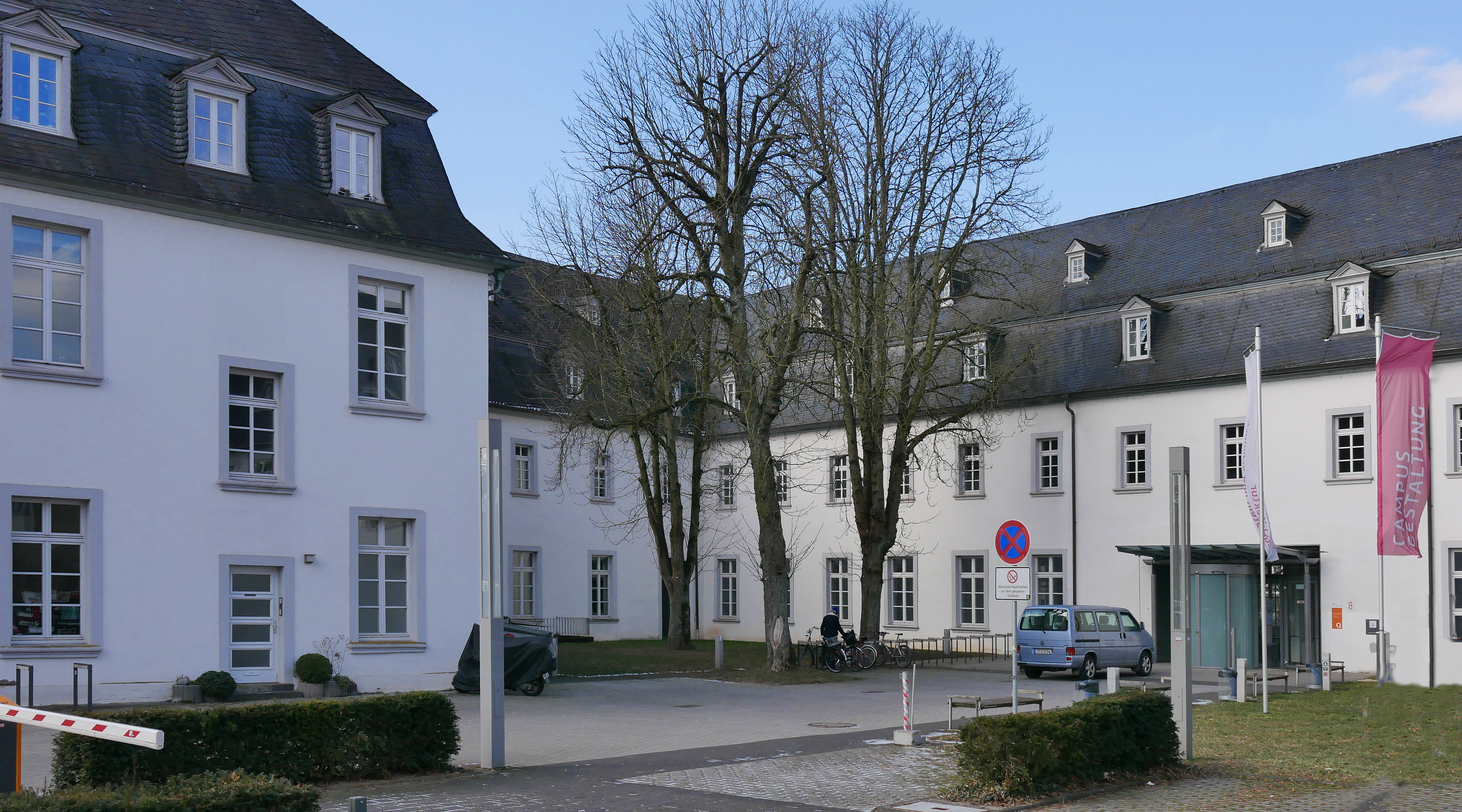
Standort Irminenfreihof

Es handelt sich um ein Gebäude des ehemaligen Dominikanerinnenklosters St. Katharina.
Die erhaltenen Gebäude gehen im Wesentlichen auf eine Erweiterung und Umbauten des Klosters im 18. Jahrhundert zurück. Ihr Baumeister war Johannes Seiz. Nach einer Nutzung durch die Franzosen im späten 18. Jahrhundert wurde das Kloster 1802 aufgehoben. Die Gebäude gelangten in den Besitz der Vereinigten Hospitien, welche dort ein Krankenhaus einrichteten (1806–1819). Unter preußischer Führung wurde das Krankenhaus bis 1918 als Militärlazarett weiter genutzt. Der südliche Flügel wurde 1910 nach Abbruch der ehemaligen Klosterkirche errichtet.
In den 1930er Jahren wurde das Gebäude als „Höhere Technische Staatslehranstalt für Hoch- und Tiefbau“ genutzt, wobei auch Innenumbauten stattfanden und alle Dächer erneuert wurden. Nach dem Zweiten Weltkrieg wurde das Gebäude als Staatsbauschule genutzt. Das Gebäude wurde letztmals zur Jahrtausendwende renoviert und wird seitdem vom Fachbereich Gestaltung für den Studiengang Modedesign verwendet. Seit 2008 ist auch der neue Gestaltungsstudiengang Intermediales Design dort angesiedelt, welcher seit 2012 unter dem Namen Intermedia Design geführt wird. 49° 45′ 32″ N, 6° 37′ 57″ O